# 1873
Portal Geschichte | Portal Biografien | Aktuelle Ereignisse | Jahreskalender | Tagesartikel

◄ |
18. Jahrhundert |
19. Jahrhundert
| 20. Jahrhundert | ►

◄ |
1840er |
1850er |
1860er |
1870er
| 1880er | 1890er | 1900er | ►

◄◄ |
◄ |
1869 |
1870 |
1871 |
1872 |
1873
| 1874 | 1875 | 1876 | 1877 | ► | ►►
Staatsoberhäupter · Wahlen · Nekrolog · Kunstjahr · Literaturjahr · Musikjahr   · Sportjahr
| Januar | Januar | Januar | Januar | Januar | Januar | Januar | Januar |
| Kw     | Mo     | Di     | Mi     | Do     | Fr     | Sa     | So     |
| ------ | ------ | ------ | ------ | ------ | ------ | ------ | ------ |
| 1      |        |        | 1      | 2      | 3      | 4      | 5      |
| 2      | 6      | 7      | 8      | 9      | 10     | 11     | 12     |
| 3      | 13     | 14     | 15     | 16     | 17     | 18     | 19     |
| 4      | 20     | 21     | 22     | 23     | 24     | 25     | 26     |
| 5      | 27     | 28     | 29     | 30     | 31     |        |        |

| Februar | Februar | Februar | Februar | Februar | Februar | Februar | Februar |
| Kw      | Mo      | Di      | Mi      | Do      | Fr      | Sa      | So      |
| ------- | ------- | ------- | ------- | ------- | ------- | ------- | ------- |
| 5       |         |         |         |         |         | 1       | 2       |
| 6       | 3       | 4       | 5       | 6       | 7       | 8       | 9       |
| 7       | 10      | 11      | 12      | 13      | 14      | 15      | 16      |
| 8       | 17      | 18      | 19      | 20      | 21      | 22      | 23      |
| 9       | 24      | 25      | 26      | 27      | 28      |         |         |

| März | März | März | März | März | März | März | März |
| Kw   | Mo   | Di   | Mi   | Do   | Fr   | Sa   | So   |
| ---- | ---- | ---- | ---- | ---- | ---- | ---- | ---- |
| 9    |      |      |      |      |      | 1    | 2    |
| 10   | 3    | 4    | 5    | 6    | 7    | 8    | 9    |
| 11   | 10   | 11   | 12   | 13   | 14   | 15   | 16   |
| 12   | 17   | 18   | 19   | 20   | 21   | 22   | 23   |
| 1    | 24   | 25   | 26   | 27   | 28   | 29   | 30   |
| 14   | 31   |      |      |      |      |      |      |

| April | April | April | April | April | April | April | April |
| Kw    | Mo    | Di    | Mi    | Do    | Fr    | Sa    | So    |
| ----- | ----- | ----- | ----- | ----- | ----- | ----- | ----- |
| 14    |       | 1     | 2     | 3     | 4     | 5     | 6     |
| 15    | 7     | 8     | 9     | 10    | 11    | 12    | 13    |
| 16    | 14    | 15    | 16    | 17    | 18    | 19    | 20    |
| 17    | 21    | 22    | 23    | 24    | 25    | 26    | 27    |
| 18    | 28    | 29    | 30    |       |       |       |       |

| Mai | Mai | Mai | Mai | Mai | Mai | Mai | Mai |
| Kw  | Mo  | Di  | Mi  | Do  | Fr  | Sa  | So  |
| --- | --- | --- | --- | --- | --- | --- | --- |
| 18  |     |     |     | 1   | 2   | 3   | 4   |
| 19  | 5   | 6   | 7   | 8   | 9   | 10  | 11  |
| 20  | 12  | 13  | 14  | 15  | 16  | 17  | 18  |
| 21  | 19  | 20  | 21  | 22  | 23  | 24  | 25  |
| 22  | 26  | 27  | 28  | 29  | 30  | 31  |     |

| Juni | Juni | Juni | Juni | Juni | Juni | Juni | Juni |
| Kw   | Mo   | Di   | Mi   | Do   | Fr   | Sa   | So   |
| ---- | ---- | ---- | ---- | ---- | ---- | ---- | ---- |
| 22   |      |      |      |      |      |      | 1    |
| 23   | 2    | 3    | 4    | 5    | 6    | 7    | 8    |
| 24   | 9    | 10   | 11   | 12   | 13   | 14   | 15   |
| 25   | 16   | 17   | 18   | 19   | 20   | 21   | 22   |
| 26   | 23   | 24   | 25   | 26   | 27   | 28   | 29   |
| 27   | 30   |      |      |      |      |      |      |

| Juli | Juli | Juli | Juli | Juli | Juli | Juli | Juli |
| Kw   | Mo   | Di   | Mi   | Do   | Fr   | Sa   | So   |
| ---- | ---- | ---- | ---- | ---- | ---- | ---- | ---- |
| 27   |      | 1    | 2    | 3    | 4    | 5    | 6    |
| 2    | 7    | 8    | 9    | 10   | 11   | 12   | 13   |
| 29   | 14   | 15   | 16   | 17   | 18   | 19   | 20   |
| 30   | 21   | 22   | 23   | 24   | 25   | 26   | 27   |
| 31   | 28   | 29   | 30   | 31   |      |      |      |

| August | August | August | August | August | August | August | August |
| Kw     | Mo     | Di     | Mi     | Do     | Fr     | Sa     | So     |
| ------ | ------ | ------ | ------ | ------ | ------ | ------ | ------ |
| 31     |        |        |        |        | 1      | 2      | 3      |
| 32     | 4      | 5      | 6      | 7      | 8      | 9      | 10     |
| 33     | 11     | 12     | 13     | 14     | 15     | 16     | 17     |
| 34     | 18     | 19     | 20     | 21     | 22     | 23     | 24     |
| 35     | 25     | 26     | 27     | 28     | 29     | 30     | 31     |

| September | September | September | September | September | September | September | September |
| Kw        | Mo        | Di        | Mi        | Do        | Fr        | Sa        | So        |
| --------- | --------- | --------- | --------- | --------- | --------- | --------- | --------- |
| 36        | 1         | 2         | 3         | 4         | 5         | 6         | 7         |
| 37        | 8         | 9         | 10        | 11        | 12        | 13        | 14        |
| 38        | 15        | 16        | 17        | 18        | 19        | 20        | 21        |
| 39        | 22        | 23        | 24        | 25        | 26        | 27        | 28        |
| 40        | 29        | 30        |           |           |           |           |           |

| Oktober | Oktober | Oktober | Oktober | Oktober | Oktober | Oktober | Oktober |
| Kw      | Mo      | Di      | Mi      | Do      | Fr      | Sa      | So      |
| ------- | ------- | ------- | ------- | ------- | ------- | ------- | ------- |
| 40      |         |         | 1       | 2       | 3       | 4       | 5       |
| 41      | 6       | 7       | 8       | 9       | 10      | 11      | 12      |
| 42      | 13      | 14      | 15      | 16      | 17      | 18      | 19      |
| 43      | 20      | 21      | 22      | 23      | 24      | 25      | 26      |
| 44      | 27      | 28      | 29      | 30      | 31      |         |         |

| November | November | November | November | November | November | November | November |
| Kw       | Mo       | Di       | Mi       | Do       | Fr       | Sa       | So       |
| -------- | -------- | -------- | -------- | -------- | -------- | -------- | -------- |
| 44       |          |          |          |          |          | 1        | 2        |
| 45       | 3        | 4        | 5        | 6        | 7        | 8        | 9        |
| 46       | 10       | 11       | 12       | 13       | 14       | 15       | 16       |
| 47       | 17       | 18       | 19       | 20       | 21       | 22       | 23       |
| 48       | 24       | 25       | 26       | 27       | 28       | 29       | 30       |

| Dezember | Dezember | Dezember | Dezember | Dezember | Dezember | Dezember | Dezember |
| Kw       | Mo       | Di       | Mi       | Do       | Fr       | Sa       | So       |
| -------- | -------- | -------- | -------- | -------- | -------- | -------- | -------- |
| 49       | 1        | 2        | 3        | 4        | 5        | 6        | 7        |
| 50       | 8        | 9        | 10       | 11       | 12       | 13       | 14       |
| 51       | 15       | 16       | 17       | 18       | 19       | 20       | 21       |
| 52       | 22       | 23       | 24       | 25       | 26       | 27       | 28       |
| 1        | 29       | 30       | 31       |          |          |          |          |

| Januar | Januar | Januar | Januar | Januar | Januar | Januar | Januar |
| Kw     | Mo     | Di     | Mi     | Do     | Fr     | Sa     | So     |
| ------ | ------ | ------ | ------ | ------ | ------ | ------ | ------ |
| 1      |        |        | 1      | 2      | 3      | 4      | 5      |
| 2      | 6      | 7      | 8      | 9      | 10     | 11     | 12     |
| 3      | 13     | 14     | 15     | 16     | 17     | 18     | 19     |
| 4      | 20     | 21     | 22     | 23     | 24     | 25     | 26     |
| 5      | 27     | 28     | 29     | 30     | 31     |        |        |

| Februar | Februar | Februar | Februar | Februar | Februar | Februar | Februar |
| Kw      | Mo      | Di      | Mi      | Do      | Fr      | Sa      | So      |
| ------- | ------- | ------- | ------- | ------- | ------- | ------- | ------- |
| 5       |         |         |         |         |         | 1       | 2       |
| 6       | 3       | 4       | 5       | 6       | 7       | 8       | 9       |
| 7       | 10      | 11      | 12      | 13      | 14      | 15      | 16      |
| 8       | 17      | 18      | 19      | 20      | 21      | 22      | 23      |
| 9       | 24      | 25      | 26      | 27      | 28      |         |         |

| März | März | März | März | März | März | März | März |
| Kw   | Mo   | Di   | Mi   | Do   | Fr   | Sa   | So   |
| ---- | ---- | ---- | ---- | ---- | ---- | ---- | ---- |
| 9    |      |      |      |      |      | 1    | 2    |
| 10   | 3    | 4    | 5    | 6    | 7    | 8    | 9    |
| 11   | 10   | 11   | 12   | 13   | 14   | 15   | 16   |
| 12   | 17   | 18   | 19   | 20   | 21   | 22   | 23   |
| 1    | 24   | 25   | 26   | 27   | 28   | 29   | 30   |
| 14   | 31   |      |      |      |      |      |      |

| April | April | April | April | April | April | April | April |
| Kw    | Mo    | Di    | Mi    | Do    | Fr    | Sa    | So    |
| ----- | ----- | ----- | ----- | ----- | ----- | ----- | ----- |
| 14    |       | 1     | 2     | 3     | 4     | 5     | 6     |
| 15    | 7     | 8     | 9     | 10    | 11    | 12    | 13    |
| 16    | 14    | 15    | 16    | 17    | 18    | 19    | 20    |
| 17    | 21    | 22    | 23    | 24    | 25    | 26    | 27    |
| 18    | 28    | 29    | 30    |       |       |       |       |

| Mai | Mai | Mai | Mai | Mai | Mai | Mai | Mai |
| Kw  | Mo  | Di  | Mi  | Do  | Fr  | Sa  | So  |
| --- | --- | --- | --- | --- | --- | --- | --- |
| 18  |     |     |     | 1   | 2   | 3   | 4   |
| 19  | 5   | 6   | 7   | 8   | 9   | 10  | 11  |
| 20  | 12  | 13  | 14  | 15  | 16  | 17  | 18  |
| 21  | 19  | 20  | 21  | 22  | 23  | 24  | 25  |
| 22  | 26  | 27  | 28  | 29  | 30  | 31  |     |

| Juni | Juni | Juni | Juni | Juni | Juni | Juni | Juni |
| Kw   | Mo   | Di   | Mi   | Do   | Fr   | Sa   | So   |
| ---- | ---- | ---- | ---- | ---- | ---- | ---- | ---- |
| 22   |      |      |      |      |      |      | 1    |
| 23   | 2    | 3    | 4    | 5    | 6    | 7    | 8    |
| 24   | 9    | 10   | 11   | 12   | 13   | 14   | 15   |
| 25   | 16   | 17   | 18   | 19   | 20   | 21   | 22   |
| 26   | 23   | 24   | 25   | 26   | 27   | 28   | 29   |
| 27   | 30   |      |      |      |      |      |      |

| Juli | Juli | Juli | Juli | Juli | Juli | Juli | Juli |
| Kw   | Mo   | Di   | Mi   | Do   | Fr   | Sa   | So   |
| ---- | ---- | ---- | ---- | ---- | ---- | ---- | ---- |
| 27   |      | 1    | 2    | 3    | 4    | 5    | 6    |
| 2    | 7    | 8    | 9    | 10   | 11   | 12   | 13   |
| 29   | 14   | 15   | 16   | 17   | 18   | 19   | 20   |
| 30   | 21   | 22   | 23   | 24   | 25   | 26   | 27   |
| 31   | 28   | 29   | 30   | 31   |      |      |      |

| August | August | August | August | August | August | August | August |
| Kw     | Mo     | Di     | Mi     | Do     | Fr     | Sa     | So     |
| ------ | ------ | ------ | ------ | ------ | ------ | ------ | ------ |
| 31     |        |        |        |        | 1      | 2      | 3      |
| 32     | 4      | 5      | 6      | 7      | 8      | 9      | 10     |
| 33     | 11     | 12     | 13     | 14     | 15     | 16     | 17     |
| 34     | 18     | 19     | 20     | 21     | 22     | 23     | 24     |
| 35     | 25     | 26     | 27     | 28     | 29     | 30     | 31     |

| September | September | September | September | September | September | September | September |
| Kw        | Mo        | Di        | Mi        | Do        | Fr        | Sa        | So        |
| --------- | --------- | --------- | --------- | --------- | --------- | --------- | --------- |
| 36        | 1         | 2         | 3         | 4         | 5         | 6         | 7         |
| 37        | 8         | 9         | 10        | 11        | 12        | 13        | 14        |
| 38        | 15        | 16        | 17        | 18        | 19        | 20        | 21        |
| 39        | 22        | 23        | 24        | 25        | 26        | 27        | 28        |
| 40        | 29        | 30        |           |           |           |           |           |

| Oktober | Oktober | Oktober | Oktober | Oktober | Oktober | Oktober | Oktober |
| Kw      | Mo      | Di      | Mi      | Do      | Fr      | Sa      | So      |
| ------- | ------- | ------- | ------- | ------- | ------- | ------- | ------- |
| 40      |         |         | 1       | 2       | 3       | 4       | 5       |
| 41      | 6       | 7       | 8       | 9       | 10      | 11      | 12      |
| 42      | 13      | 14      | 15      | 16      | 17      | 18      | 19      |
| 43      | 20      | 21      | 22      | 23      | 24      | 25      | 26      |
| 44      | 27      | 28      | 29      | 30      | 31      |         |         |

| November | November | November | November | November | November | November | November |
| Kw       | Mo       | Di       | Mi       | Do       | Fr       | Sa       | So       |
| -------- | -------- | -------- | -------- | -------- | -------- | -------- | -------- |
| 44       |          |          |          |          |          | 1        | 2        |
| 45       | 3        | 4        | 5        | 6        | 7        | 8        | 9        |
| 46       | 10       | 11       | 12       | 13       | 14       | 15       | 16       |
| 47       | 17       | 18       | 19       | 20       | 21       | 22       | 23       |
| 48       | 24       | 25       | 26       | 27       | 28       | 29       | 30       |

| Dezember | Dezember | Dezember | Dezember | Dezember | Dezember | Dezember | Dezember |
| Kw       | Mo       | Di       | Mi       | Do       | Fr       | Sa       | So       |
| -------- | -------- | -------- | -------- | -------- | -------- | -------- | -------- |
| 49       | 1        | 2        | 3        | 4        | 5        | 6        | 7        |
| 50       | 8        | 9        | 10       | 11       | 12       | 13       | 14       |
| 51       | 15       | 16       | 17       | 18       | 19       | 20       | 21       |
| 52       | 22       | 23       | 24       | 25       | 26       | 27       | 28       |
| 1        | 29       | 30       | 31       |          |          |          |          |

## Ereignisse

### Politik und Weltgeschehen

#### Europäische Macht- und Bündnispolitik
- 06. Juni: Die Schönbrunner Konvention wird von Kaiser Franz Joseph I. und Zar Alexander II. unterzeichnet.
- 16. September: Nach dem vollständigen Entrichten aller Raten der im Frieden von Frankfurt vereinbarten Kriegskontribution verlässt der letzte deutsche Soldat das Territorium Frankreichs. Die von beiden Seiten beschworene so genannte Deutsch-französische Erbfeindschaft bleibt unabhängig davon jedoch weiter bestehen.

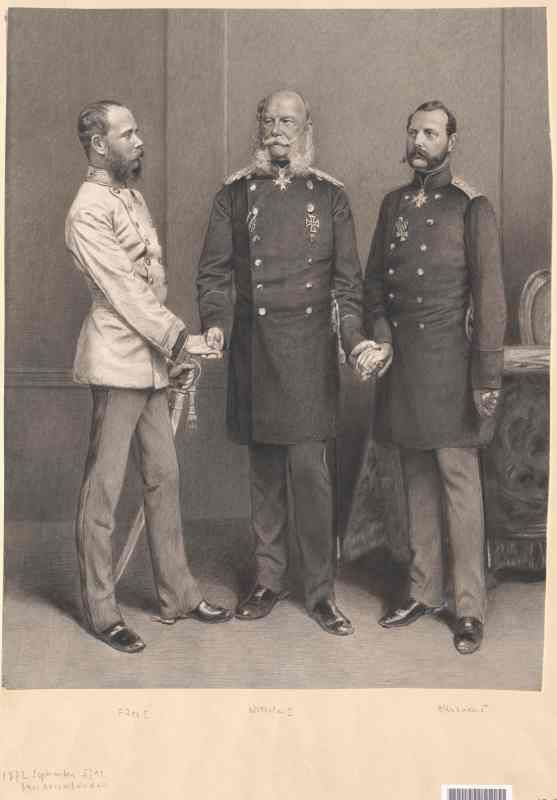
Von links nach rechts: Franz Joseph I, Wilhelm I und Alexander II am 22. Oktober 1873 im Schloss Schönbrunn

- 22. Oktober: Im Schloss Schönbrunn unterschreiben Kaiser Wilhelm I. für das Deutsche Reich, Kaiser Franz Joseph I. für Österreich-Ungarn und Zar Alexander II. für Russland das Dreikaiserabkommen, das auf eine Isolation Frankreichs abzielt. Der Konsultativpakt zwischen den drei Monarchien bildet die Grundlage der Bündnispolitik Otto von Bismarcks.

#### Deutsches Reich

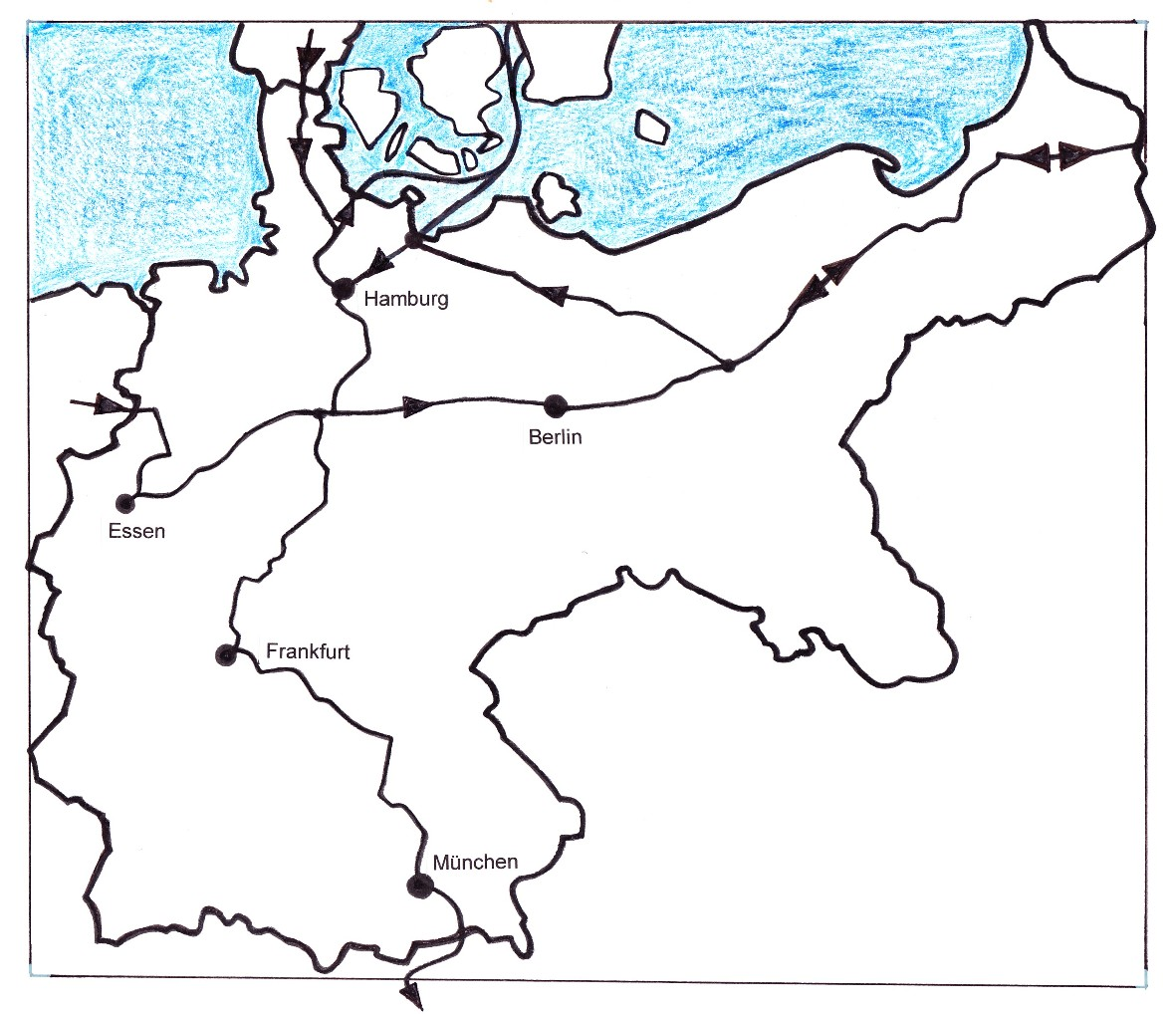
Die Reiseroute der Iwakura-Mission in Deutschland

- März bis Mai: Die japanische Iwakura-Mission, die bereits seit Dezember 1871 unter der Leitung des Hofadeligen Iwakura Tomomi in Nordamerika und Europa unterwegs ist, besucht das Deutsche Reich.
- 21. April: Bei der gewaltsamen Niederschlagung des durch eine Bierpreiserhöhung ausgelösten Frankfurter Bierkrawalls werden 20 Menschen durch die preußische Armee erschossen, 300 werden festgenommen, Frankfurt am Main wird in den Belagerungszustand versetzt. Am 14. Juli tagt im Leinwandhaus das Stadtgericht zur Aburteilung der Aufständischen. 47 Angeklagte, darunter viele Auswärtige, werden zu Gefängnis verurteilt, die Höchststrafen betragen 4½ Jahre. Die Frankfurter Brauereien kündigen nach dem Bierkrawall eine Rücknahme der Preiserhöhungen an.
- 11. Mai: Im deutschen Kaiserreich unter Reichskanzler Otto von Bismarck wird das erste der Maigesetze erlassen, mit dem der Staat Einfluss auf die Ausbildung und die Bestellung katholischer Geistlicher nimmt. Damit beginnt der Höhepunkt des Kulturkampfes mit der katholischen Kirche.
- 30. Mai: Der Deutsche Reichstag beschließt das Gesetz zur Aufhebung der Festungen Minden, Stettin, Erfurt, Wittenberg, Kosel, Graudenz, Kolberg und Stralsund. Anschließend verhandelt der Königliche Domänenfiskus, vertreten durch die Regierung in Minden und den Magistrat der Stadt, über die Zukunft der Festung Minden. Die Rayonbestimmungen werden bereits zum 1. Oktober aufgehoben, so dass Grundstücke in der Nähe der Militäranlagen bebaut werden können. Die Stadttore werden ab dem Jahr 1878 geöffnet und niedergelegt, in die Stadtmauer werden Lücken gerissen, die Stadt wird ins Umland geöffnet.
- 29. Oktober: Nach dem Tod von Johann folgt ihm sein Sohn Albert auf den Thron des Königreichs Sachsen.
- 20. Dezember: Mit der verfassungsändernden Lex Miquel-Lasker erhält das Deutsche Reich die Gesetzgebungskompetenz über das bürgerliche Recht in Deutschland.

#### Spanien
- 10. Februar: Spaniens König Amadeus erklärt im Gefolge der Carlistenkriege und einem im Vorjahr fehlgeschlagenen Attentat nach massivem Drängen seiner Frau die Abdankung und entscheidet sich zum Verlassen des Landes.
- 11. Februar: Die Erste Spanische Republik wird durch die Nationalvertretung (Cortés) ausgerufen. Am nächsten Tag wird Estanislao Figueras zum Präsidenten der republikanischen Exekutivgewalt gewählt. Im März werden die Cortes aufgelöst und verfassungsgebende Cortes gewählt. Das Projekt der föderalen spanischen Verfassung von 1873 wird allerdings nie abgeschlossen.
- 11. Oktober: In der Seeschlacht vor Cartagena kämpft das Mittelmeergeschwader der republikanischen Zentralregierung Spaniens gegen die Flotte des aufständischen Kantons Cartagena.

#### Schweiz
- 1. Januar: Paul Cérésole wird Bundespräsident der Schweiz.
- 16. Januar: Gegen den Willen der dortigen Landesregierung schafft Papst Pius IX. in Genf ein Apostolisches Vikariat und setzt Gaspard Mermillod als Vikar ein. Das wird während des Kulturkampfes in der Schweiz in der Schweiz als Provokation aufgefasst und Mermillod wird am 17. Februar aus der Schweiz gewiesen.
- Die Pfarrer Johann Baptist Egli in Luzern und Paulin Gschwind in Starrkirch wollen das von Bischof Eugène Lachat des Bistums Basel nach dem Konzil 1870 verkündete Unfehlbarkeitsdogma nicht anerkennen. Lachat setzt sie daraufhin ab und exkommuniziert sie. Deshalb sprechen die Kantone (außer Zug und Luzern) am 29. Januar die Amtserledigung des Bistums aus.
- Weil der Papst am 21. November in einer Enzyklika das Vorgehen der Schweizer Behörden als „schmachvoll“ bezeichnet, bricht der Bundesrat am 12. Dezember alle Beziehungen mit der Kurie ab und stellt dem in Luzern residierenden Nuntius Gian Battista Agnozzi seine Pässe zu.

#### Frankreich
- 18. Mai: Jules Dufaure bildet in Frankreich das Kabinett Dufaure II. Bereits am 24. Mai bewirkt die royalistische Parlamentsmehrheit durch einen Misstrauensantrag ihren Sturz und den Rücktritt von Staatspräsident Adolphe Thiers. Albert de Broglie bildet das Kabinett Broglie I. Die neue Regierung bemüht sich um die Restauration der Monarchie unter Henri d’Artois.
- Trotz der Unterstützung durch den neuen Staatspräsidenten Patrice de Mac-Mahon scheitert die Restaurierung und Mac-Mahon sichert sich nun eine starke Exekutive durch die von der Kammer am 20. November bewilligte Verlängerung seiner Präsidentschaft auf sieben Jahre, das so genannte „Septennat“.
- 26. November: Das Kabinett Broglie II nimmt seine Arbeit auf. Obwohl in dem Kabinett nur Royalisten vertreten sind, kommt es zu keinem weiteren Versuch einer Restaurierung der Monarchie.

#### Weitere Ereignisse in Europa
- 17. August: Das erste Sprachgesetz in Belgien wird verabschiedet. Darin wird die prinzipielle Benutzung des Niederländischen bei Strafprozessen in den flämischen Provinzen vorgeschrieben. Dies gilt als erster Sieg der Flämischen Bewegung im Kampf um Gleichberechtigung im Flämisch-wallonischen Konflikt.
- 17. November: Ungarns Hauptstadt Budapest entsteht durch Zusammenlegung der Städte Buda, Óbuda und Pest.

#### Kanada
- 23. Mai: Der kanadische Premierminister John Macdonald gründet die North West Mounted Police, die Recht und Ordnung in die Nordwest-Territorien (zu denen zu diesem Zeitpunkt auch die heutigen Provinzen Alberta, Saskatchewan und Teile von Manitoba sowie die Territorien Yukon und Nunavut gehören) bringen soll.
- 5. November: John Macdonald tritt als Folge des Pacific-Skandals zurück. Er und sein Kabinett werden beschuldigt, Bestechungsgelder angenommen zu haben, um den Großindustriellen Hugh Allan den Auftrag für den Bau der Canadian Pacific Railway zu sichern.
- 7. November: Der Liberale Alexander Mackenzie bildet eine Übergangsregierung und bittet den Generalgouverneur um Ansetzung von Parlamentswahlen im Januar.

#### Vereinigte Staaten von Amerika
- 17. Juni: Der Strafprozess gegen Susan B. Anthony, eine Führerin der Frauenwahlrechtsbewegung, beginnt. Anthony wird angeklagt, weil sie 1872 an der amerikanischen Präsidentschaftswahl teilgenommen hatte, obwohl nach den bundesstaatlichen Gesetzen nur den Männern die Wahl erlaubt war.

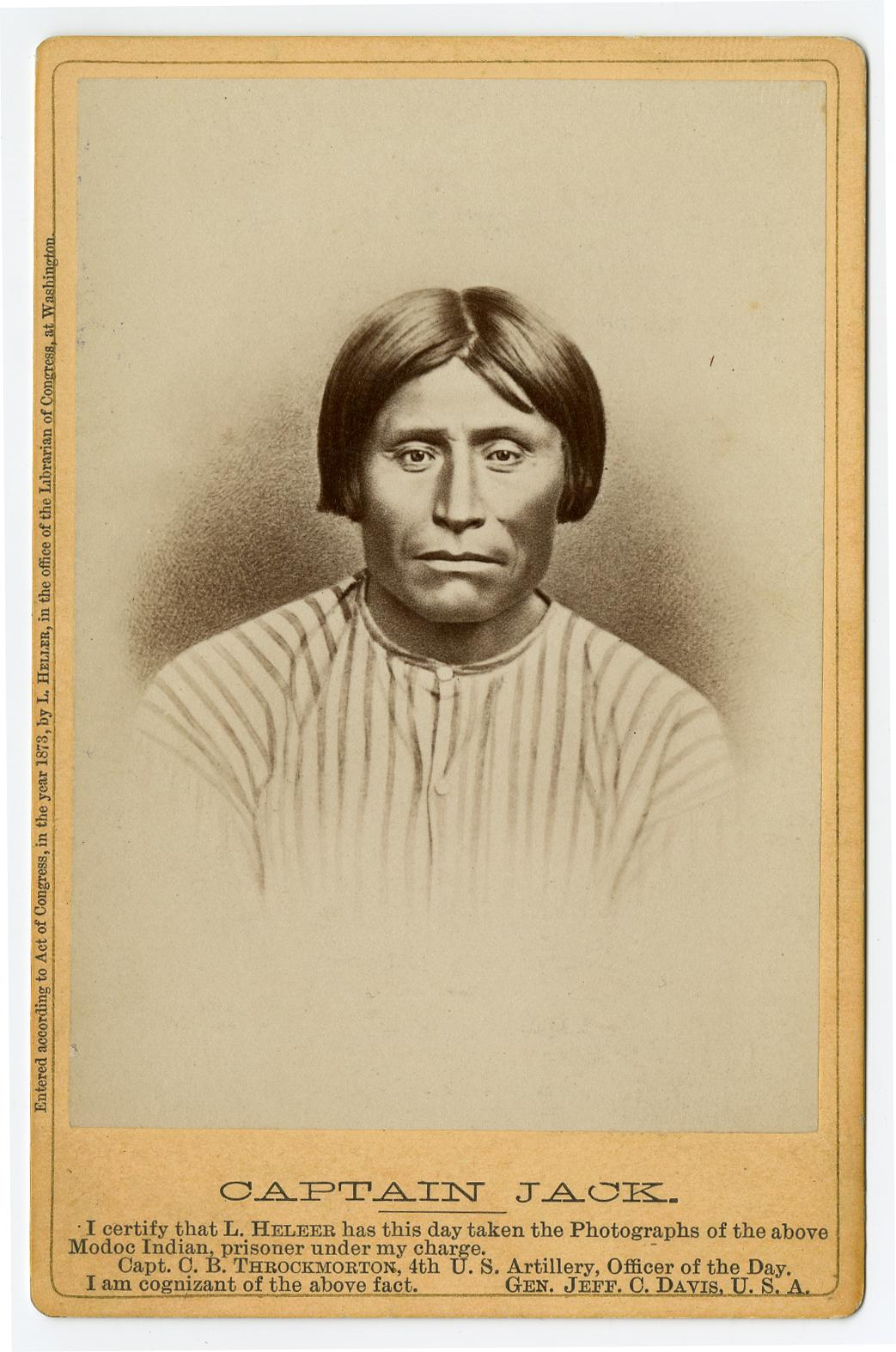
Kintpuash (Captain Jack) nach der Gefangennahme

- Das Volk der Modoc verliert nach einem Jahr den blutigen Krieg gegen die Vereinigten Staaten. am 23. Oktober werden sechs ihrer Anführer hingerichtet, unter ihnen Kintpuash, genannt Captain Jack. In der Nacht nach der Hinrichtung wird seine Leiche heimlich ausgegraben und nach Yreka überführt, wo man ihn einbalsamiert und anschließend in Schaubuden in Städten an der Ostküste ausstellt.

#### Karibik
In der Dominikanischen Republik kommt es zu einem Aufstand gegen Präsident Buenaventura Báez. Ignacio María González wird am 25. November zunächst als Oberster Führer Vorsitzender einer Gegenregierung.

#### Asien
- 26. März: Die Niederlande erklären auf Sumatra dem Sultan von Aceh den Krieg und unternehmen am 8. April eine militärische Expedition, bei der sie jedoch auf so erbitterten Widerstand stoßen, dass sie sich am 28. April wieder zurückziehen müssen. Am 11. Dezember beginnt eine zweite, stärkere Expedition gegen den Kraton von Sultan Mahmud Shah II.
- König Gojong von Korea wird volljährig und übernimmt die Macht von seinem Vater, dem Prinzregenten Heungseon Daewongun.
- Im Japan der Meiji-Zeit kommt es zum Aufbau einer Wehrpflichtigenarmee, was die Samurai ihres Monopols als alleinige Waffenträger beraubt und zu ihrem endgültigen Niedergang führt.

#### Afrika
- 8. Juni: Ein Ferman des Sultans Abdülaziz gewährt Ägypten unter seinem Khediven Ismail Pascha fast völlige Unabhängigkeit.

#### Ozeanien

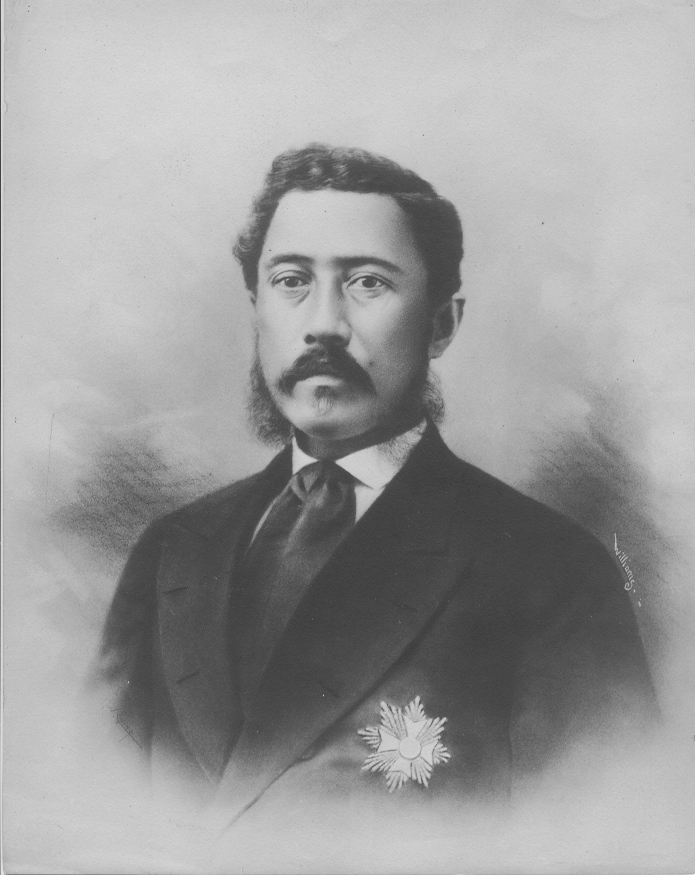
William Charles Lunalilo 1873 oder 1874

- 1. Januar: Lunalilo tritt nach seiner Wahl als Nachfolger des kürzlich verstorbenen Kamehameha V. sein Amt als König von Hawaiʻi an.

### Wirtschaft

#### Die Weltausstellung in Wien

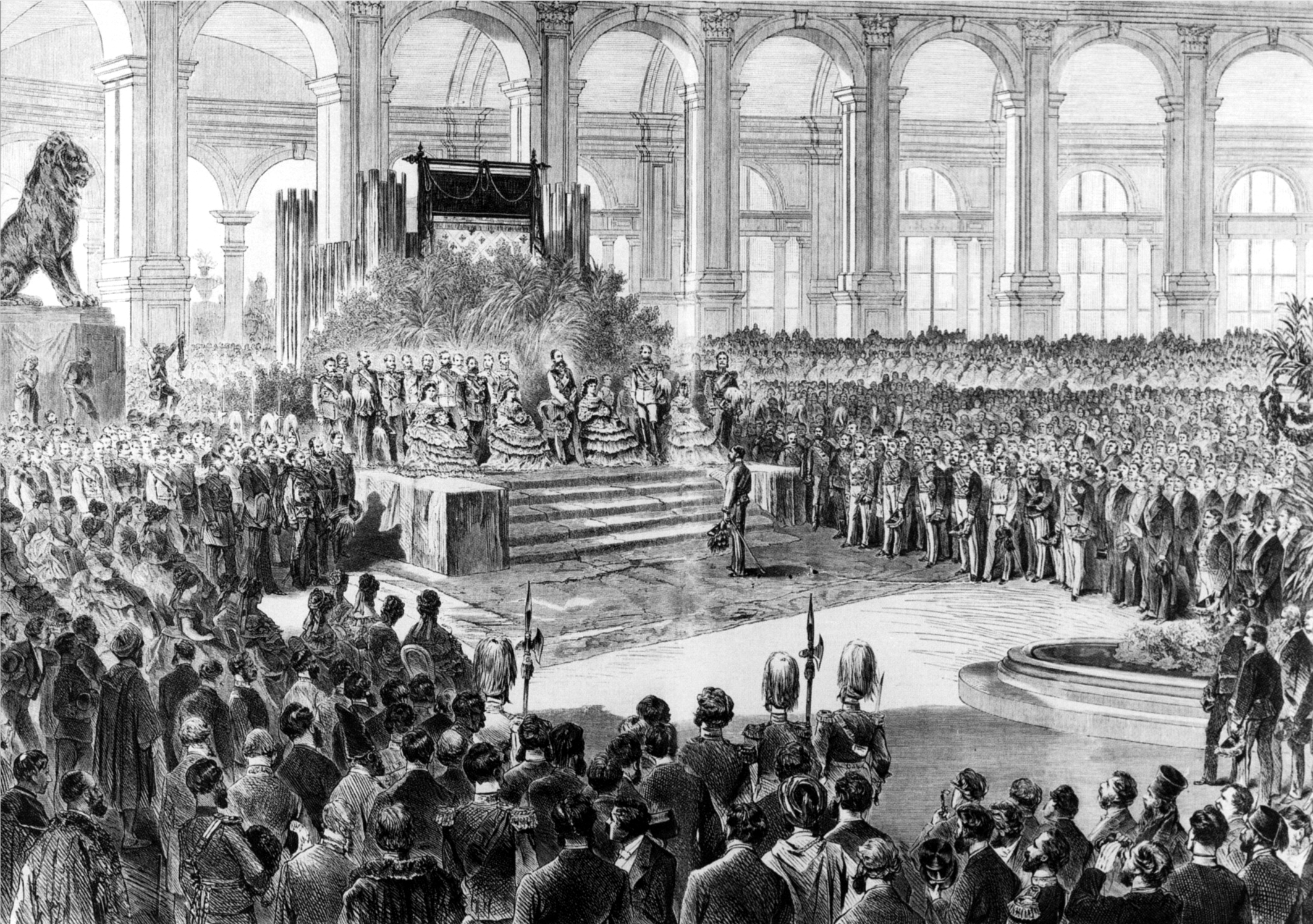
Die Eröffnungszeremonie, Holzschnitt nach einer Zeichnung Vinzenz Katzlers

- 1. Mai: Die Weltausstellung 1873 in Wien wird von Kaiser Franz Joseph I. eröffnet. Bis zum 2. November besuchen 7.255.000 Menschen die 5. Weltausstellung. Generaldirektor Wilhelm von Schwarz-Senborn wird im Juni ein Kontrollorgan zur Seite gestellt, nachdem am 4. April wegen der Budgetüberschreitung ein zusätzlicher Kredit von 9,7 Millionen Gulden bewilligt werden musste. Das Gesamtbudget beträgt damit 15,7 Millionen Gulden. Das Ausstellungsareal im Wiener Prater ist etwa fünfmal so groß wie das der Vorgängerausstellung in Paris. Wahrzeichen der Ausstellung ist die neu gebaute Rotunde. Mehr als 35 Nationen stellen auf dem Gelände aus. Unter anderem besucht auch Nāser ad-Din, der Schah von Persien, am 29. Juli die Ausstellung. Die Schaustellerin Emma Willardt veranstaltet auch eine der ersten Völkerschauen.

#### Der Gründerkrach

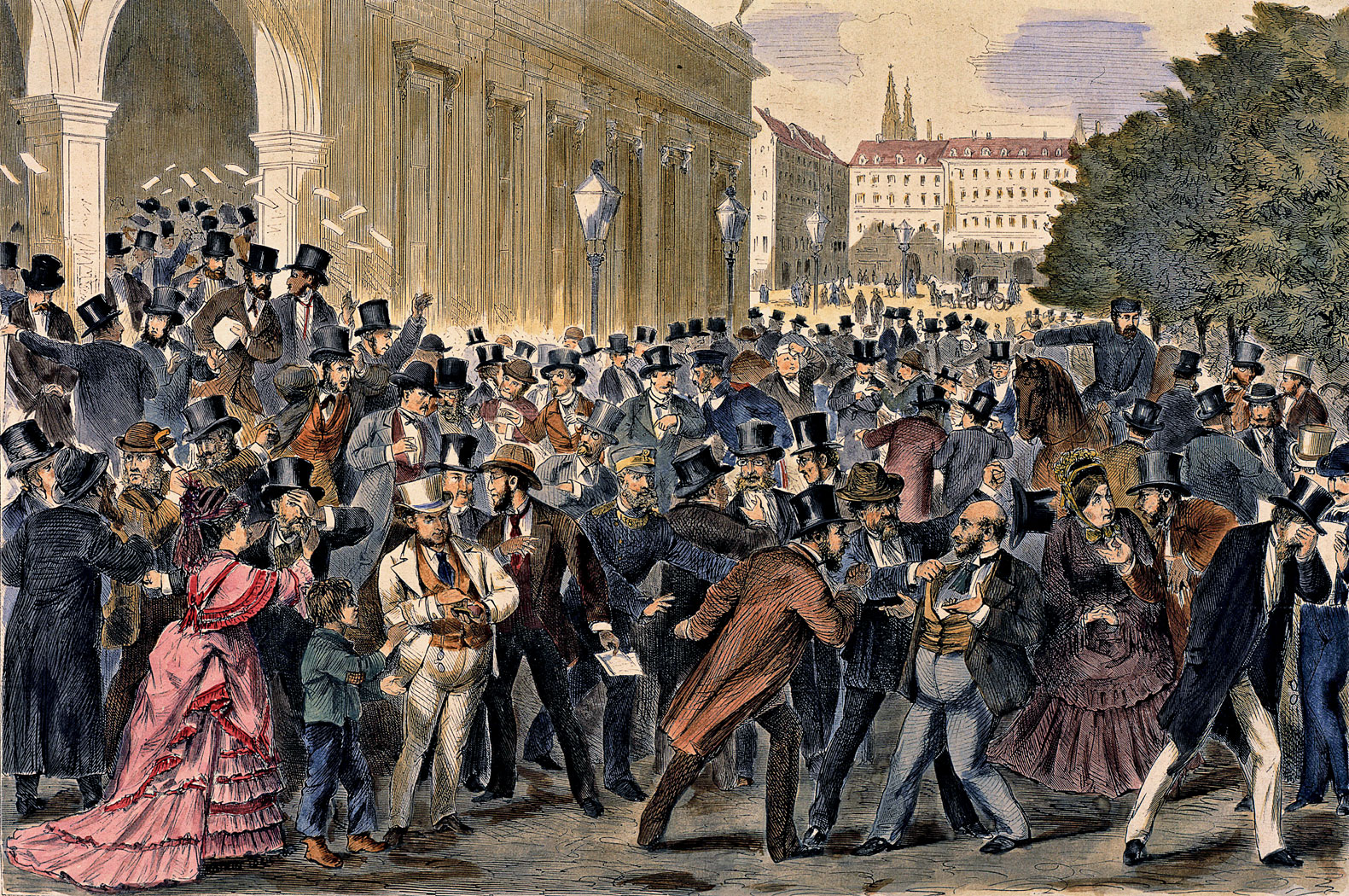
Der Schwarze Freitag an der Wiener Börse

- 9. Mai: Der Börsenmakler und Bankier Adolf Petschek muss Insolvenz anmelden und löst damit eine Kettenreaktion aus. Der Gründerkrach an der Wiener Börse führt nach den Gründerjahren international zu einer schweren Depression. Der Tag geht als Schwarzer Freitag in die Wiener Börsengeschichte ein.

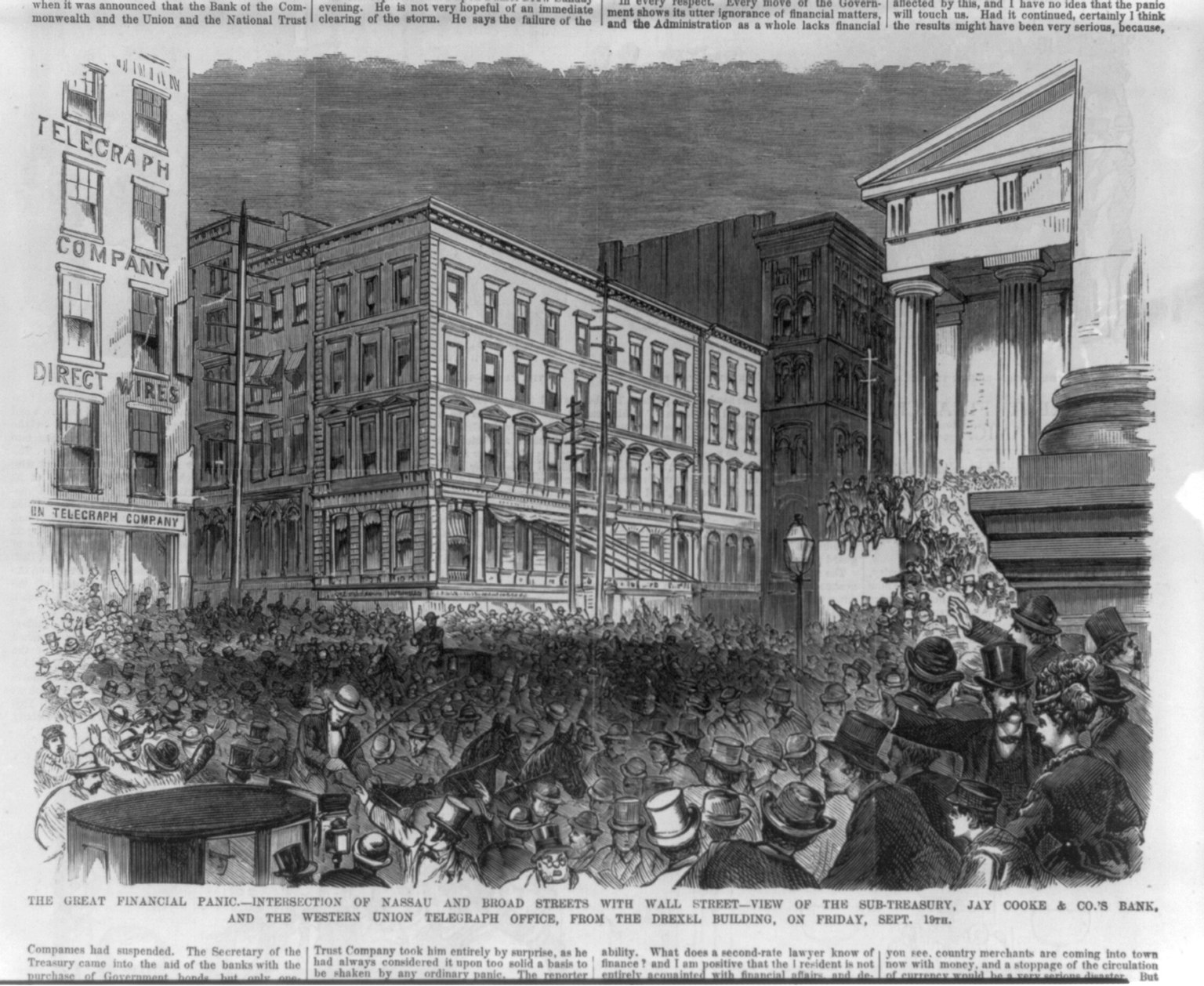
Bank Run in New York 1873

- 19. September: Der Gründerkrach erreicht New York City. Das in Eisenbahnen und Immobilien engagierte Bankhaus Jay Cooke & Company geht Bankrott. Es kommt zu einem Bankansturm der Anleger; die Börse New York Stock Exchange wird für zehn Tage geschlossen.
- 28. Oktober: Die Berliner Börse erlebt den größten Kurssturz ihrer bisherigen Geschichte.

#### Verkehr
- Die Hernalser Waggonfabrik ist auf der Wiener Weltausstellung unter anderen mit einem Schlafwagen und einem Doppelstockwagen vertreten.
- 1. Oktober: Zwischen Berlin und Ostende verkehrt der von der Compagnie Internationale des Wagons-Lits zur Verfügung gestellte erste Schlafwagen in Deutschland.

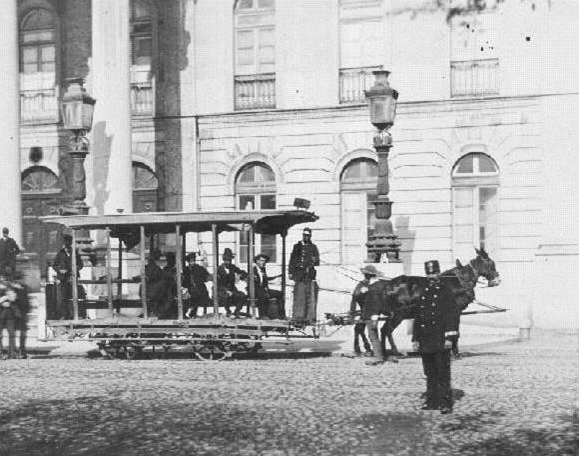
Pferdebahn um 1873

- 17. November: Die Straßenbahn Lissabon wird als Pferdestraßenbahn eröffnet.
- Der Bau der Ferrocarril de Antofagasta a Bolivia beginnt. Die erste Teilstrecke wird noch im gleichen Jahr mit von Maultieren gezogenen Zügen eröffnet.

#### Unternehmensgründungen
- 28. Januar: In Frankfurt am Main wird die Deutsche Gold- und Silber-Scheideanstalt vormals Roessler AG (Degussa) gegründet.
- 26. März: Im Casino Winterthur erfolgt die Gründung der Gesellschaft für Erstellung billiger Wohnhäuser (GebW). 51 Aktionäre zeichnen 307 Aktien mit je 500 Franken Nennwert.

#### Sonstiges
- 20. Mai: Levi Strauss und Jacob Davis lassen die Jeans patentieren.
- 9. Juli: Deutsche Währungsgeschichte: Mit der Unterzeichnung des zweiten deutschen Münzgesetzes durch Kaiser Wilhelm I. wird die 1871 eingeführte Goldmark in allen Ländern des Deutschen Kaiserreichs als Währung festgelegt.
- 20. Juli: Adele Spitzeder wird zu drei Jahren Zuchthaus wegen betrügerischen Bankrotts mit ihrer Dachauer Volksbank verurteilt. Durch hohe Zinsversprechen hat sie in einem Schneeballsystem mehr als 30.000 Einleger geschädigt.
- Eine Reform der Grundsteuer in Japan unter Meiji Tennō bringt den Bauernstand unter Druck, was in der Folge zu mehreren Aufständen führt.

### Wissenschaft und Technik

#### Archäologie
- Im Januar beginnt Heinrich Schliemann im früheren Troia mit seiner dritten Grabungskampagne auf Basis einer Genehmigung durch das Osmanische Reich. Am 31. Mai stößt er auf den von ihm so genannten Schatz des Priamos. Aus Furcht vor Konfiskation des Fundes meldet Schliemann ihn nicht den osmanischen Behörden, obwohl er durch die Grabungserlaubnis dazu verpflichtet ist. Stattdessen bricht er am 17. Juni die Ausgrabungen ab und bringt den Schatz heimlich über die Grenze nach Athen. Von hier schickt Schliemann an die wichtigen wissenschaftlichen Gesellschaften Europas Depeschen, in denen er seine Entdeckung bekanntgibt. Die Hohe Pforte verklagt Schliemann daraufhin vor einem griechischen Gericht auf die Herausgabe der Hälfte der Funde.

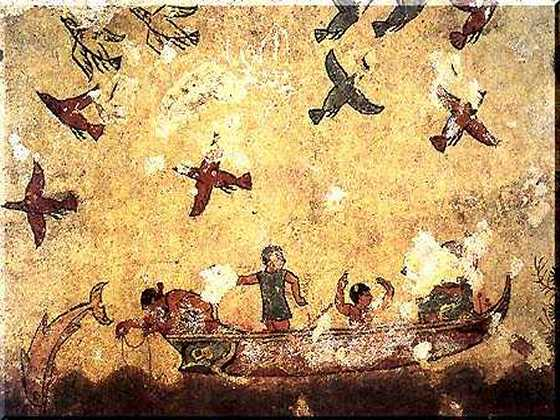
Grab der Jagd und Fischerei

- Das etruskische Grab der Jagd und Fischerei (Tomba della Caccia e Pesca) mit zahlreichen Wandmalereien wird in der Monterozzi-Nekropole bei Tarquinia in der italienischen Region Latium entdeckt.

#### Astronomie und Meteorologie
- 20. August: Der irische Astronom Lawrence Parsons entdeckt im Sternbild Pegasus eine 300 Millionen Lichtjahre entfernte Galaxie, heute als NGC 2 bekannt.
- 20. August: Die als NGC 6641 bezeichnete Galaxie wird von Édouard Jean-Marie Stephan im Sternbild Herkules erstmals beobachtet.
- 15. November: Ralph Copeland entdeckt im Sternbild Andromeda die später als NGC 81 und NGC 85 katalogisierten Galaxien.
- 19. Dezember: Ralph Copeland findet im Sternbild Fische die Galaxie NGC 203.

- In Wien wird der Erste internationale Meteorologen-Congress abgehalten, dessen Beschlüsse die Basis für eine weltweite internationale Zusammenarbeit der meteorologischen Dienste in der Internationalen Meteorologischen Organisation bilden.

#### Forschungsreisen
- 30. August: Die Österreichisch-Ungarische Nordpolexpedition unter der Leitung von Julius von Payer und Carl Weyprecht entdeckt auf ihrer Drift im Eis mit dem Schiff Admiral Tegetthoff die zu diesem Zeitpunkt nur einigen wenigen norwegischen Fischern bekannte Inselgruppe Rönnebeck-Land im Nordpolarmeer erneut und benennt sie in Franz-Josef-Land um. Die erste gesichtete Insel ist die später so genannte Hall-Insel. Am 1. November betreten die Forscher erstmals eine Insel des Archipels und nennen sie Wilczek-Insel. Sie errichten einen etwa 100 cm großen Steinmann und hinterlassen eine Nachricht in einem Fass, das sie mit Steinen bedecken.
- Im September erreicht Nikolai Michailowitsch Prschewalski Ulan Bator und beendet damit seine dreijährige Zentralasienexpedition.
- Die Challenger-Expedition unter George Nares segelt über Lissabon, Madeira und Teneriffa über den Atlantik in die Karibik. Dort läuft man Saint Thomas an. Um den Golfstrom zu untersuchen, wendet sich die Expedition dann nach Bermuda, von hier aus zu den Azoren, Kap Verde, St. Paul und nach Bahia. Von dort aus geht es über den Südatlantik nach Tristan da Cunha und zum Kap der Guten Hoffnung. Dort läuft die Challenger am 17. Dezember vorbei zu den Prinz-Edward-, Crozet-, Kerguelen- und McDonaldinseln in die antarktische Polarregion bis auf 66°40' südliche Breite und in 78° östliche Länge. Die Besatzung hält hier nach der Terra australis incognita Ausschau, kann jedoch kein Land entdecken.

#### Medizin
- 28. Februar: Der norwegische Arzt Gerhard Armauer Hansen beschreibt seine Beobachtungen über den von ihm entdeckten Lepraerreger Mycobacterium leprae.
- Camillo Golgi gelingt ein Färbeverfahren, das Nervenzellen sichtbar macht.

#### Technische Errungenschaften

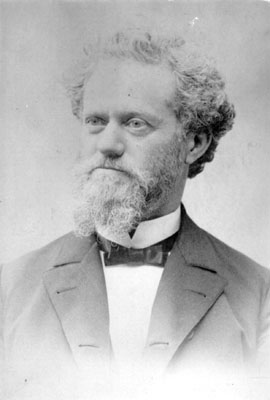
Andrew Smith Hallidie

- 2. August: Nahe Nob Hill, Clay- und Jones-Street in San Francisco testet Andrew Smith Hallidie erfolgreich das weltweit erste Kabelbahn-System. Damit ist die Grundlage für die San Francisco Cable Cars gelegt. Ab dem 1. September startet die Clay-Street-Linie den öffentlichen Betrieb.

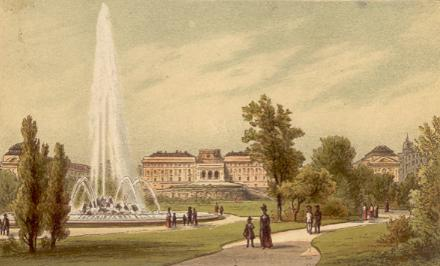
Der Hochstrahlbrunnen 1873

- 24. Oktober: Die I. Wiener Hochquellenleitung wird nach mehr als dreijähriger Bauzeit in Betrieb genommen. Die rund 150 km lange Wasserleitung gewährleistet die erste Versorgung der Stadt Wien mit einwandfreiem Trinkwasser. Zunächst werden neben dem Wasserbehälter auf dem Rosenhügel noch die Wasserbehälter Schmelz und Wienerberg geflutet. Auch der Hochstrahlbrunnen und die Brunnen des im gleichen Jahr angelegten Rathausparks werden aus der neuen Wasserleitung gespeist.

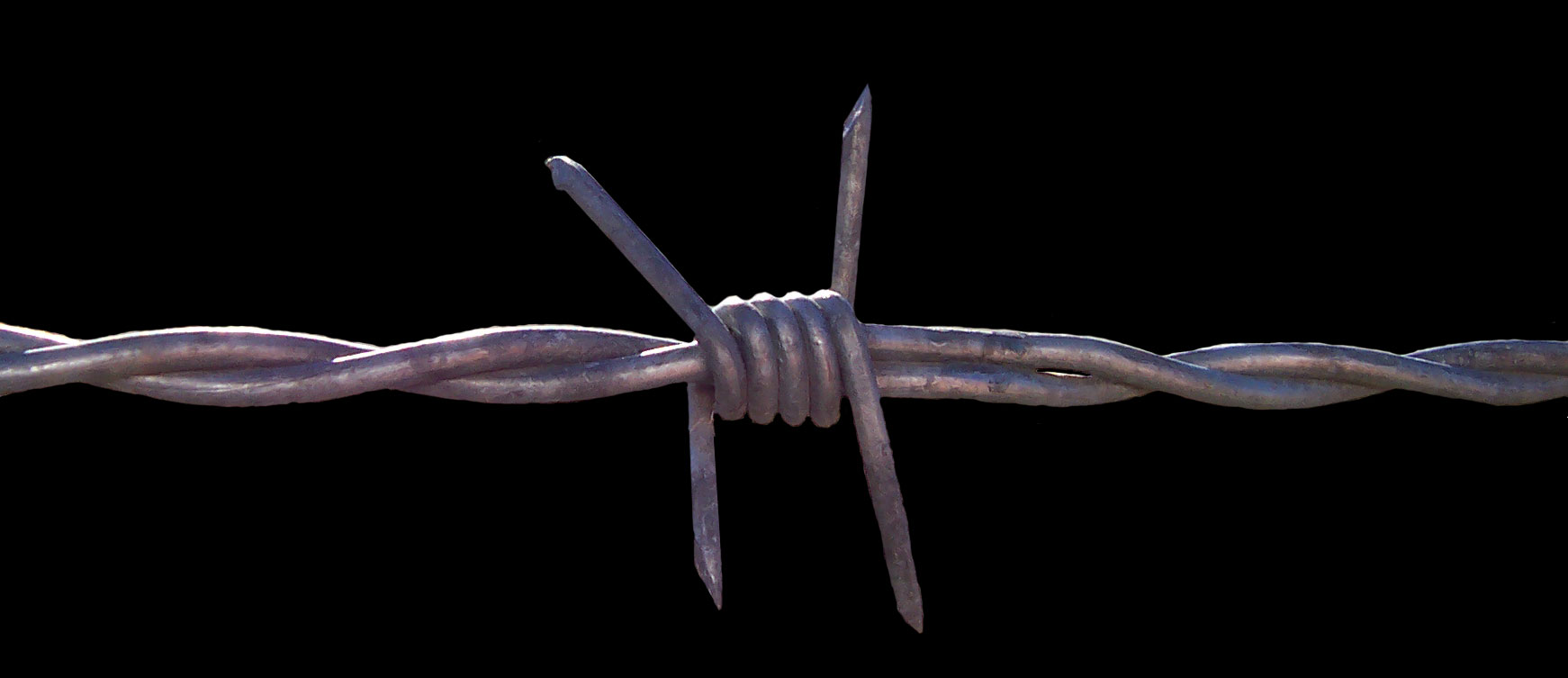
Stacheldraht

- Der erste brauchbare Stacheldraht wird durch Henry Rose in DeKalb, Illinois vorgestellt, wo Joseph F. Glidden diese Konstruktion sieht. Er entwickelt das System weiter und erhält dafür am 24. November ein Patent. Fünf weitere Patente für die Stacheldrahtherstellung werden in der Folge der Ausstellung von DeKalb angemeldet.

### Kultur

#### Architektur und Bildende Kunst
- 2. September: Am neu geschaffenen Sedantag wird die nach einem Entwurf von Heinrich Strack erbaute Berliner Siegessäule eingeweiht.
- William Adolphe Bouguereau malt in Öl auf Leinwand das Gemälde Nymphen und Satyr.

#### Literatur

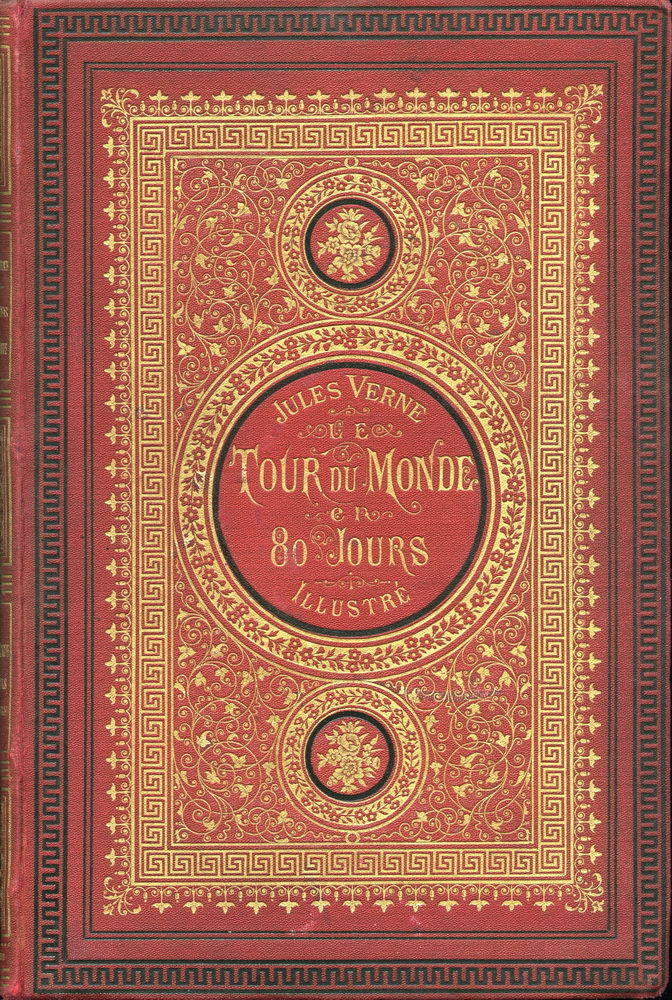
Einband der französischen Originalausgabe von 1873

#### Musik und Theater
- 1. März: Die Operette Der Karneval in Rom von Johann Strauss wird im Theater an der Wien in Wien uraufgeführt. Der Text stammt von Joseph Braun, der Gesangstext von Richard Genée. Caroline Charles-Hirsch spielt die Rolle der Marie.
- 1. April: Das Streichquartett e-Moll, das einzige Streichquartett von Giuseppe Verdi, hat seine Uraufführung im privaten Rahmen in der Empfangshalle des Albergo della crocelle in Neapel. Es ist das einzige italienische Kammermusikwerk des 19. Jahrhunderts, das sich im Konzertrepertoire halten kann.

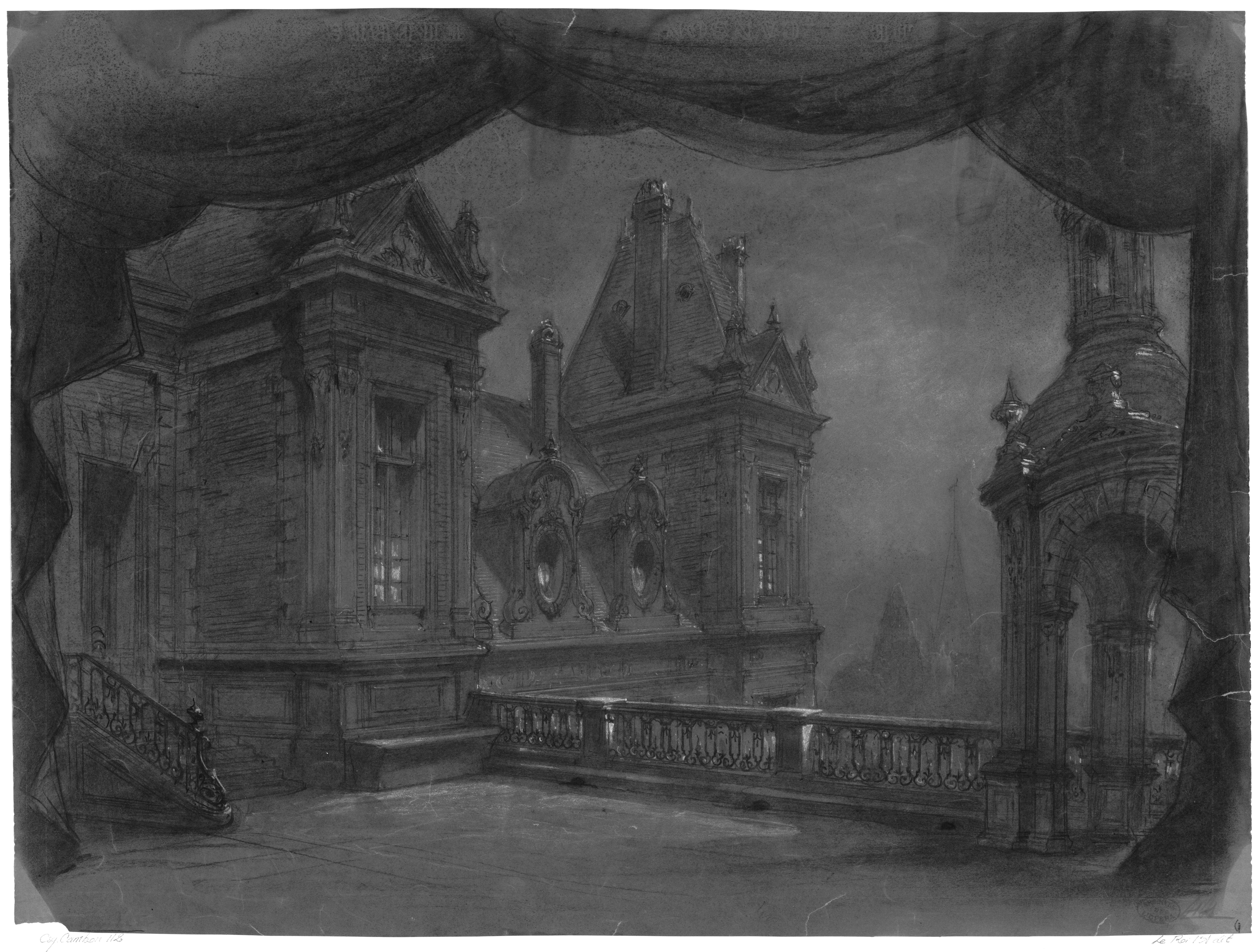
Le roi l’a dit, Bühnenbild-Entwurf von Charles Cambon, 1873

- 24. Mai: Die Uraufführung der komischen Oper Le roi l’a dit (Der König hat’s gesagt) von Léo Delibes findet unter der musikalischen Leitung von Adolphe Deloffre an der Opéra-Comique in Paris statt. Das Libretto stammt von Edmond Gondinet
- Das erste lettische Sängerfest findet statt.

#### Sonstiges
- Die Villa Hügel in Essen wird errichtet.
- Die Villa Merkel wird gebaut.

### Gesellschaft

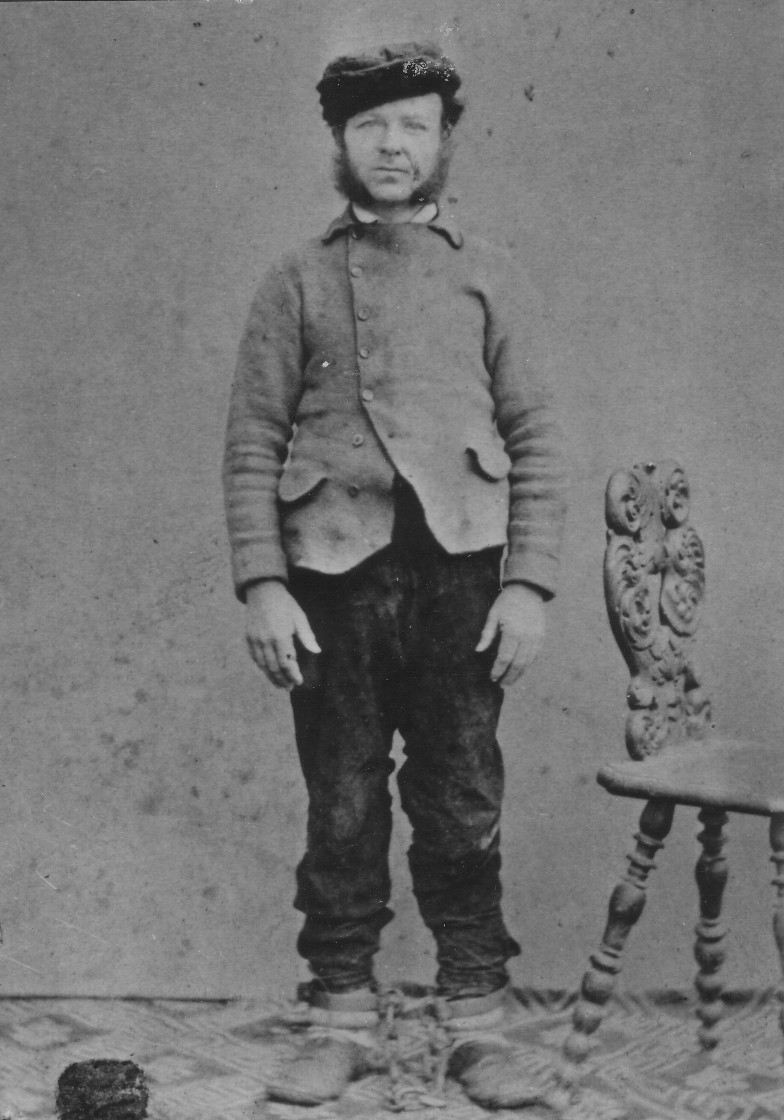
Ferdinand Gump unmittelbar nach seiner Festnahme

- 4. Juni: Der „Donaumoosräuber“ Ferdinand Gump wird in Wolnzach verhaftet. Am 25. November stirbt er in der Untersuchungshaft an Tuberkulose.
- 21. Juli: Bei Adair (Iowa) verüben Jesse James und seine Gang den ersten Zugüberfall im Westen der USA.

### Religion
- 21. November: Papst Pius IX. veröffentlicht die Enzyklika Etsi multa luctuosa, in dem er sich unter anderem über den Kulturkampf in Deutschland und er Schweiz äußert. Der Schweizer Bundesrat reagiert auf das Schreiben mit dem Abbruch der diplomatischen Beziehungen. Weiters verdammt Pius die Freimaurerei und exkommuniziert den ersten Bischof der Altkatholischen Kirche und alle seine Unterstützer.

### Katastrophen
- 22. Januar: Der britische Klipper Northfleet wird vor der Landzunge Dungeness an der Küste der englischen Grafschaft Kent von dem spanischen Dampfer Murillo gerammt und geht unter, wobei 293 Passagiere und Besatzungsmitglieder ums Leben kommen.
- 1. April: Beim Untergang des Passagierdampfers Atlantic der britischen White Star Line vor der Küste von Nova Scotia (Kanada) kommen 545 Passagiere und Besatzungsmitglieder ums Leben. Es handelt sich um das bis dahin schwerste Schiffsunglück auf dem Nordatlantik.

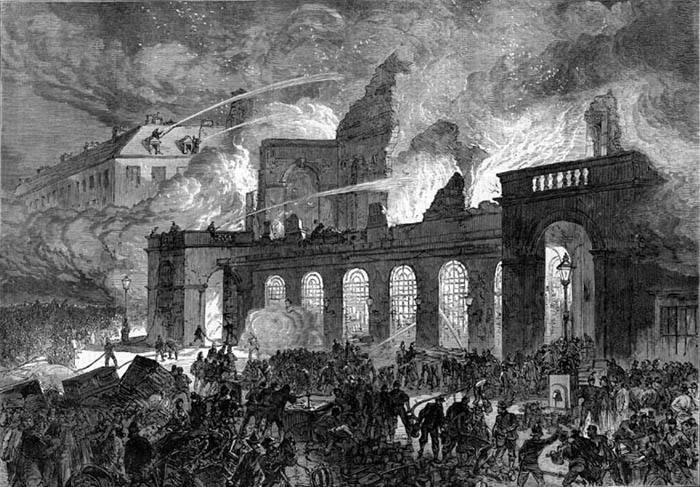
Brand der Pariser Oper

- 28./29. Oktober: In einem 27 Stunden dauernden Großfeuer brennt die Salle Le Peletier, zu diesem Zeitpunkt Heimstätte der Pariser Oper, bis auf die Grundmauern nieder. Der Bau der Opéra Garnier, der durch den Deutsch-Französischen Krieg ins Stocken geraten ist, wird daraufhin wieder aufgenommen.
- 22. November: Der französische Transatlantikdampfer Ville du Havre der Reederei Compagnie Générale Transatlantique kollidiert auf dem Nordatlantik mit dem Klipper Loch Earn, bricht auseinander und geht innerhalb von zwölf Minuten unter (226 Tote).
- Im Winter 1872/1873 sterben im Svenskhuset auf Spitzbergen 17 norwegische Robbenjäger an Bleivergiftung durch den Verzehr von Dosennahrung.

Kleinere Unglücksfälle sind in den Unterartikeln von Katastrophe und in der Liste von Katastrophen aufgeführt.

### Sport
- 19. Mai: Der Zucht- und Trabrennverein Straubing wird als erster deutscher Trabrennverein gegründet.
- 15. Juli: Der schottische Fußballverein Glasgow Rangers wird gegründet.

## Historische Karten und Ansichten

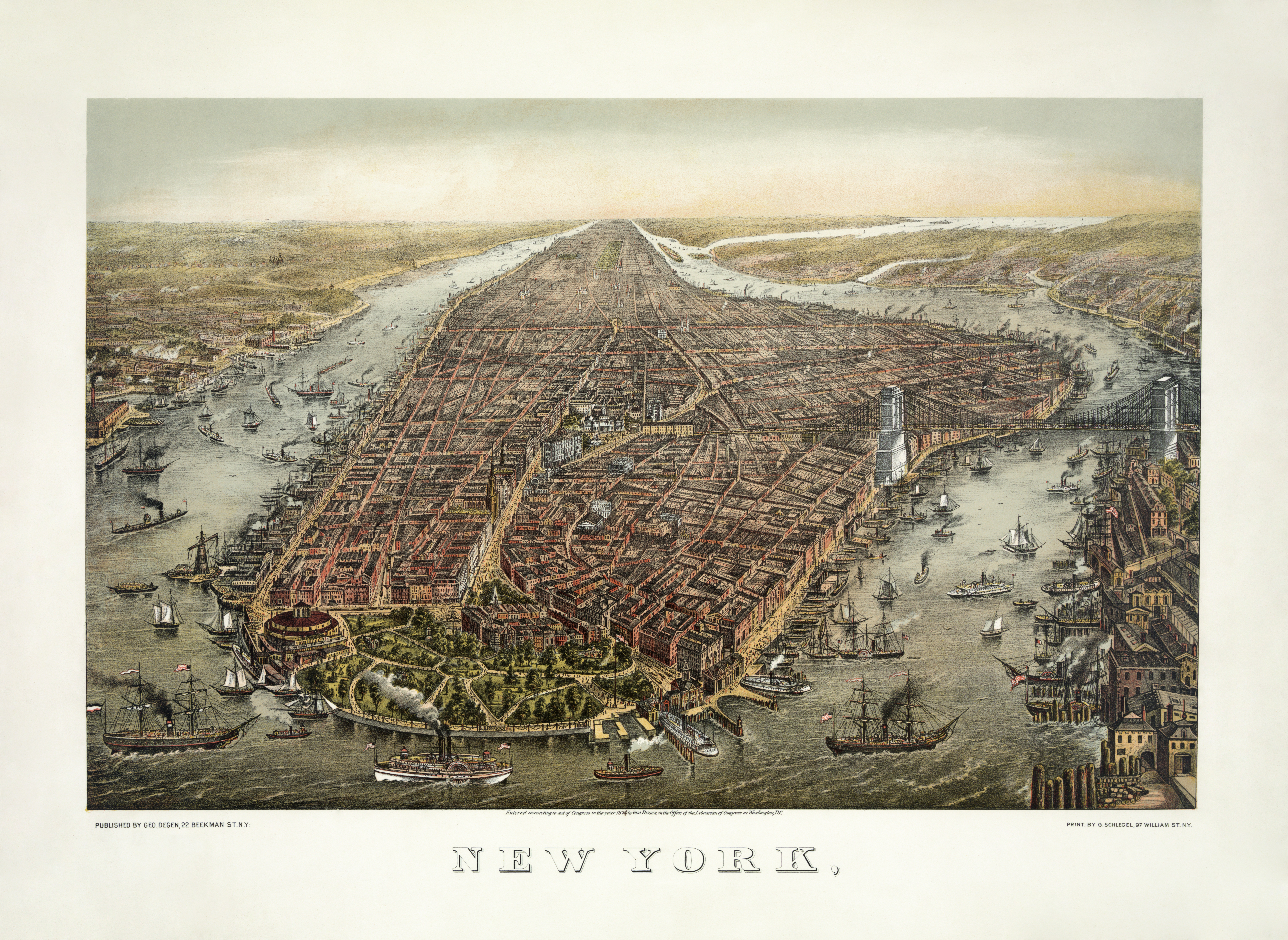
Manhattan um 1873

## Geboren

### Januar
- 01. Januar: Leon Czolgosz, US-amerikanischer Attentäter († 1901)
- 02. Januar: Anton Pannekoek, niederländischer Astronom und marxistischer Theoretiker († 1960)
- 02. Januar: John Marshall Robsion, US-amerikanischer Politiker († 1948)
- 02. Januar: Therese von Lisieux, französische Karmelitin und Heilige († 1897)
- 03. Januar: Joseph Ambühl, Schweizer Bischof von Basel († 1936)
- 04. Januar: Otakar Berger, tschechischer Cellist († 1897)
- 05. Januar: Theodor Spitta, deutscher Politiker († 1969)
- 06. Januar: Walter Guernsey Reynolds, US-amerikanischer Organist und Komponist († 1953)
- 07. Januar: Rudolf Eisler, österreichischer Philosoph († 1926)
- 07. Januar: Francis Maclennan, US-amerikanischer Sänger († 1935)
- 07. Januar: Adolph Zukor, US-amerikanischer Unternehmer († 1976)

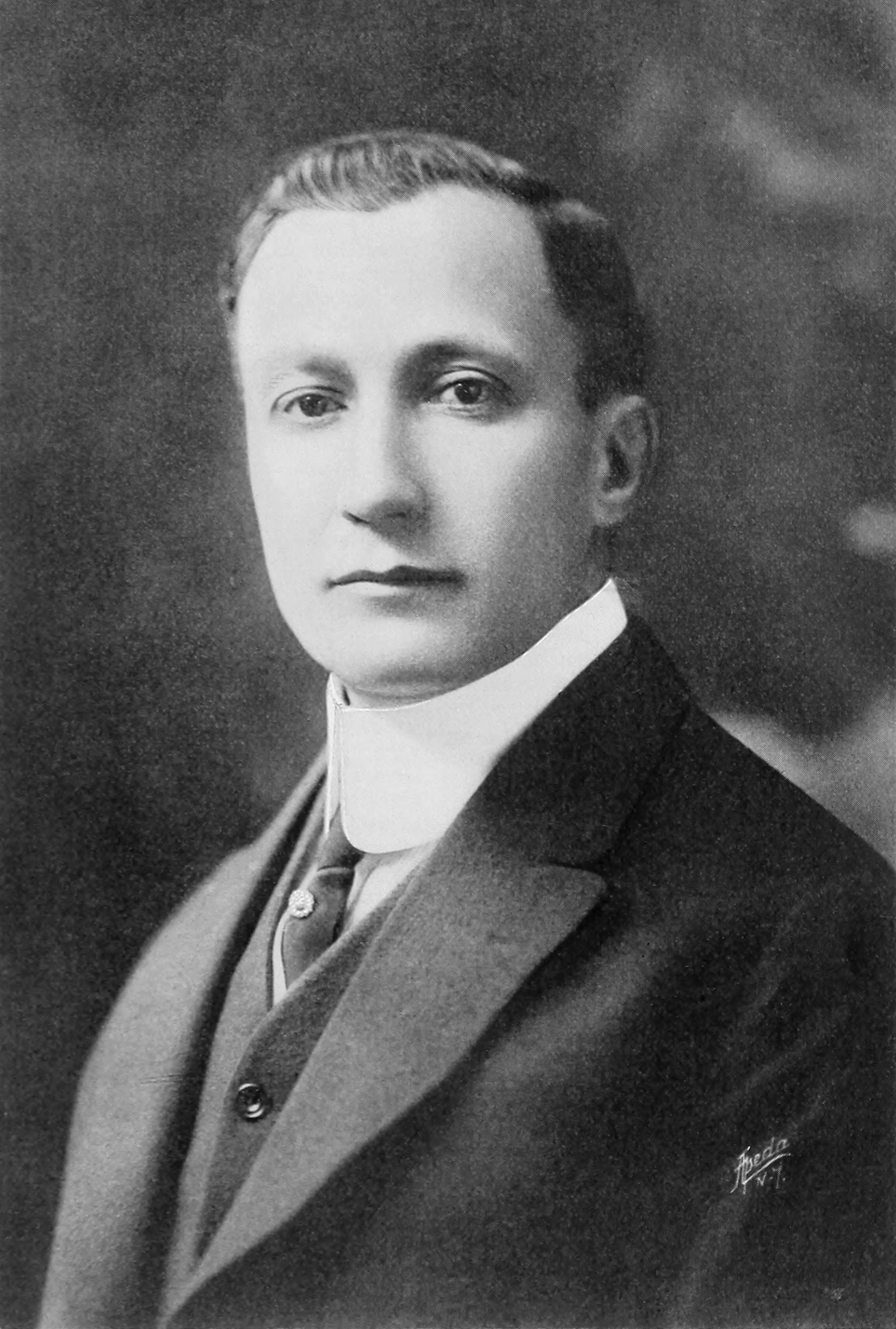
Adolph Zukor

- 09. Januar: Chaim Nachman Bialik, jüdischer Dichter, Autor und Journalist († 1934)
- 09. Januar: Thomas Curtis, US-amerikanischer Hürdenläufer († 1944)
- 09. Januar: John Flanagan, irischer Auswanderer und New-Yorker Leichtathlet († 1938)

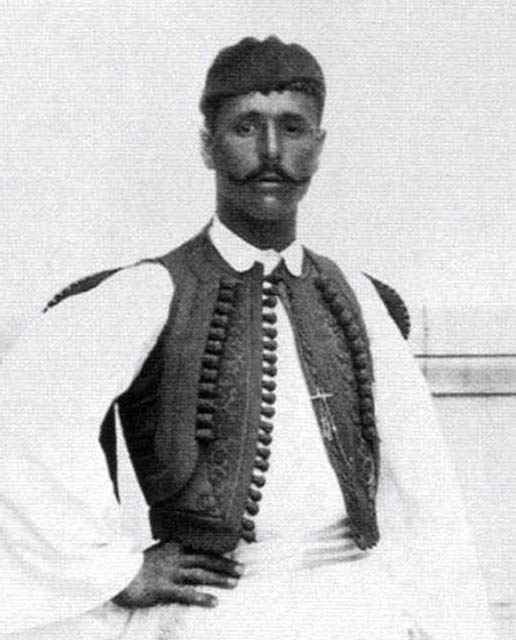
Spyridon Louis

- 12. Januar: Wassyl Krytschewskyj, ukrainischer Kunstwissenschaftler, Maler, Architekt, Grafiker und Bühnenbildner († 1952)
- 12. Januar: Spyridon Louis, griechischer Leichtathlet († 1940)
- 13. Januar: Walther Bensemann, deutscher Fußballpionier († 1934)
- 14. Januar: André Bloch, französischer Komponist († 1960)
- 14. Januar: Ernst Eichhoff, deutscher Politiker († 1941)
- 14. Januar: Albert Paulig, deutscher Schauspieler († 1933)
- 15. Januar: Max Adler, österreichischer Soziologe († 1937)
- 18. Januar: Viktor Kienböck, österreichischer Politiker und Jurist († 1956)
- 19. Januar: Dr. Owlglass, deutscher Arzt, Schriftsteller und Lyriker († 1945)
- 19. Januar: Thomas Dufferin Pattullo, kanadischer Politiker († 1956)
- 20. Januar: Iwano Hōmei, japanischer Schriftsteller, Literaturkritiker und Übersetzer († 1920)
- 20. Januar: Johannes Vilhelm Jensen, dänischer Schriftsteller und Nobelpreisträger († 1950)
- 20. Januar: Alfred Wiłkomirski,  polnischer Geiger, Bratschist und Musikpädagoge († 1950)
- 22. Januar: Frederick William Schlieder, US-amerikanischer Organist und Musikpädagoge († 1953)
- 24. Januar: Bartolomé Pérez Casas, spanischer Komponist, Dirigent und Musikpädagoge († 1956)
- 25. Januar: Georg Amft, deutscher Komponist und Musiklehrer († 1937)
- 28. Januar: Sidonie-Gabrielle Colette, französische Schriftstellerin und Journalistin († 1954)
- 29. Januar: Luigi Amadeo von Savoyen, italienischer Marineoffizier und Forschungsreisender († 1933)

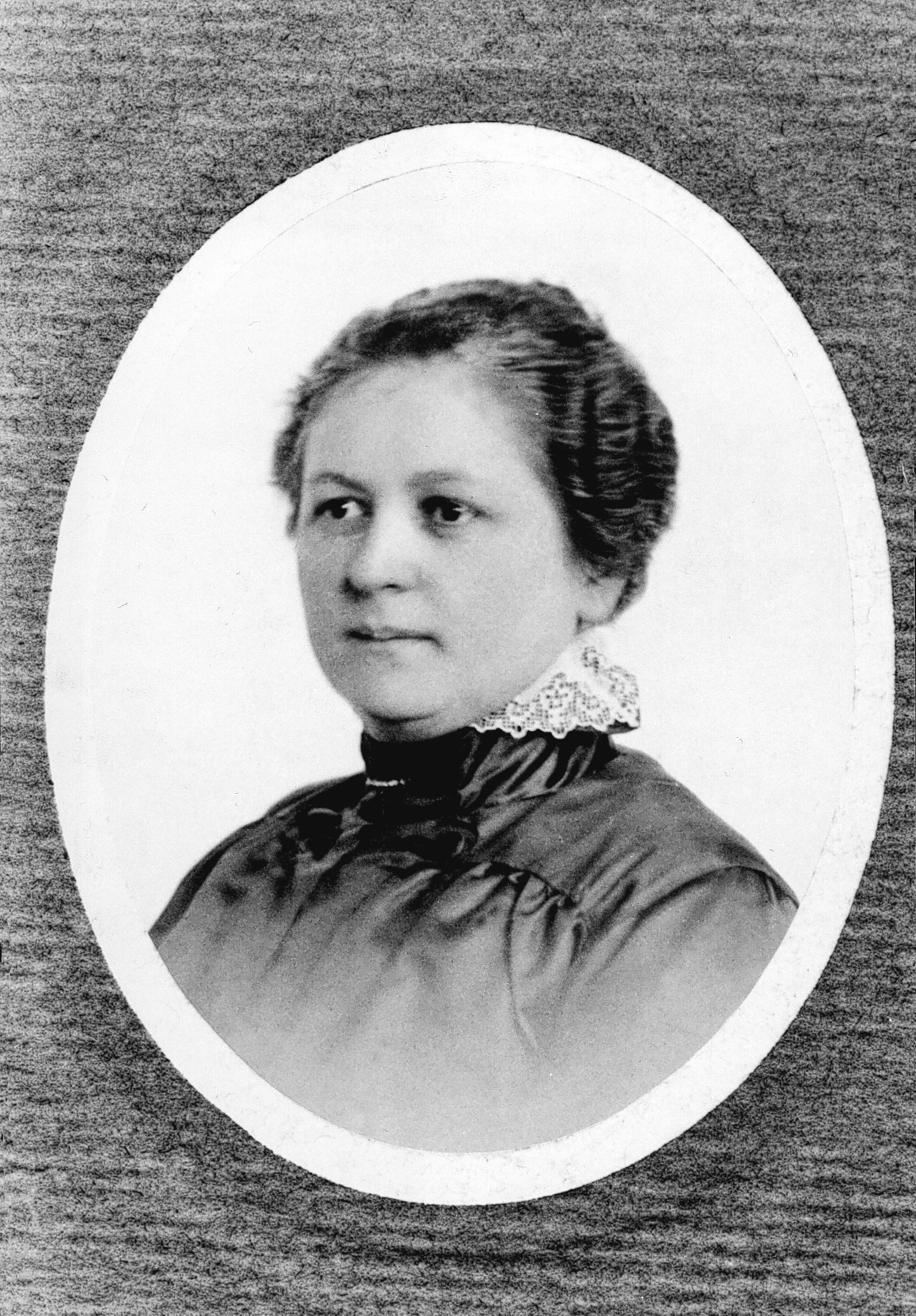
Melitta Bentz

- 31. Januar: Melitta Bentz, deutsche Erfinderin des Kaffeefilters († 1950)

### Februar
- 01. Februar: Joseph Allard, kanadischer Fiddle-Spieler und Komponist († 1947)
- 02. Februar: Konstantin Freiherr von Neurath, deutscher Außenminister und Reichsprotektor in Böhmen und Mähren († 1956)
- 02. Februar: Leo Fall, österreichischer Komponist und Kapellmeister († 1925)
- 02. Februar: Johan Paul van Limburg Stirum, Generalgouverneur von Niederländisch-Indien († 1948)
- 02. Februar: Maurice Tourneur, französischer Drehbuchautor und Regisseur († 1961)
- 03. Februar: Karl Jatho, deutscher Flugpionier († 1933)
- 06. Februar: Ewald Ovir, deutsch-baltischer Missionar und evangelischer Märtyrer († 1896)
- 07. Februar: Charles Dixon, englischer Tennisspieler († 1939)
- 07. Februar: Thomas Andrews, irischer Schiffsarchitekt († 1912)
- 08. Februar: Philippe de Marne, französischer Automobilrennfahrer († 1955)
- 08. Februar: Josef Enzensperger, deutscher Meteorologe und Bergsteiger († 1903)
- 10. Februar: Egon Schweidler, österreichischer Physiker († 1948)
- 10. Februar: Franz Wels, österreichischer Konstrukteur und Flugpionier († 1940)
- 11. Februar: Georg Hirschfeld, deutscher Dramatiker und Erzähler († 1942)
- 11. Februar: Rudolf Hans Bartsch, österreichischer Schriftsteller († 1952)
- 12. Februar: Abram Piatt Andrew, US-amerikanischer Politiker († 1936)
- 13. Februar: Fjodor Iwanowitsch Schaljapin, russischer Opernsänger († 1938)
- 14. Februar: Wilhelm Apel, deutscher Politiker († 1960)
- 14. Februar: Pierre-Macario Saba syrischer Erzbischof von Aleppo († 1943)
- 15. Februar: Gaspar Agüero y Barreras, kubanischer Komponist und Pianist († 1951)

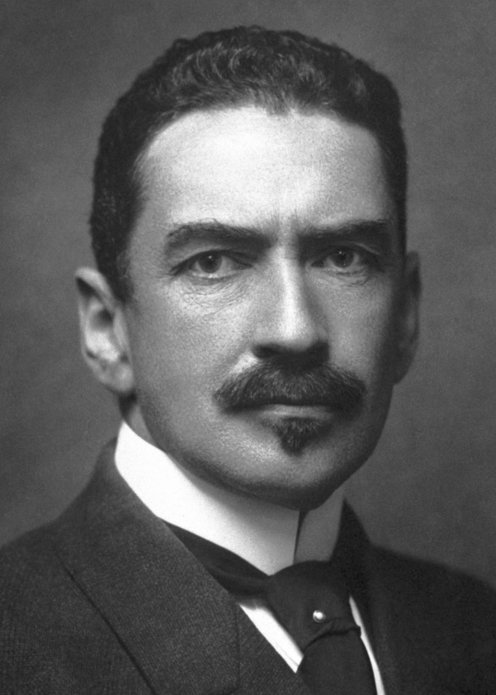
Hans Karl August Simon von Euler-Chelpin

- 15. Februar: Hans Karl August Simon von Euler-Chelpin, deutsch-schwedischer Chemiker, Nobelpreisträger († 1964)
- 20. Februar: Rudolf Wartmann-Füchslin, Schweizer Ingenieur und Bauunternehmer († 1930)
- 21. Februar: Franz Friedrich Andreae, deutscher Bankier († 1950)
- 23. Februar: Édouard Risler, französischer Pianist († 1929)
- 23. Februar: Jean-Jacques Waltz, elsässischer Grafiker und Heimatforscher († 1951)
- 23. Februar: Liang Qichao, chinesischer Gelehrter und Reformist in der Qing-Dynastie († 1929)
- 24. Februar: Friedrich Julius Bieber, österreichischer Afrikaforscher und Ethnologe († 1924)
- 25. Februar: Enrico Caruso, italienischer Opernsänger († 1921)
- 26. Februar: Rudolf Kanzler, deutscher Vermessungsingenieur und Politiker († 1956)
- 26. Februar: Johann Schütte, deutscher Luftschiffpionier († 1940)
- 26. Februar: Yosano Tekkan, japanischer Lyriker und Literaturkritiker († 1935)

### März
- 02. März: Moses Levi, deutscher Jurist († 1938)
- 05. März: Richard Benno Adam, deutscher Porträt- und Pferdemaler († 1937)
- 07. März: Clarence Dickinson, US-amerikanischer Organist, Komponist und Musikpädagoge († 1969)
- 07. März: Alex Groesbeck, US-amerikanischer Politiker († 1953)
- 08. März: Fritz Wucherer, deutscher Maler Schweizer Herkunft († 1948)
- 10. März: Jakob Wassermann, deutscher Schriftsteller († 1934)
- 13. März: Eduard Wilhelm Franz Anderson, deutscher Maler († 1947)
- 13. März: Amédée Henri Gustave Noël Gastoué, französischer Musikwissenschaftler und Komponist († 1943)
- 13. März: Georg Demmler, deutscher Architekt, Sportler und Sportfunktionär († 1931)
- 15. März: Rolland H. Spaulding, US-amerikanischer Politiker († 1942)
- 17. März: Wilhelm Kreis, deutscher Architekt († 1955)
- 19. März: Max Reger, deutscher Komponist und Organist († 1916)
- 22. März: Gertrud Caspari, deutsche Kinderbuch-Illustratorin († 1948)
- 22. März: Ole Hjellemo, norwegischer Komponist († 1938)
- 23. März: Sahachiro Hata, japanischer Wissenschaftler und Bakteriologe († 1938)
- 25. März: Rudolf Rocker, deutscher Autor, Historiker und Anarchosyndikalist († 1958)
- 26. März: Gerald du Maurier, englischer Bühnenschauspieler und Intendant († 1934)
- 28. März: Julius Schwarzbauer, deutscher Orgelbauer († nach 1940)
- 29. März: Tullio Levi-Civita, italienischer Mathematiker († 1941)
- 31. März: Paul Lensch, deutscher Politiker († 1926)
- 31. März: William Denney, US-amerikanischer Politiker († 1953)

### April
- 01. April: Bibb Graves, US-amerikanischer Politiker († 1942)

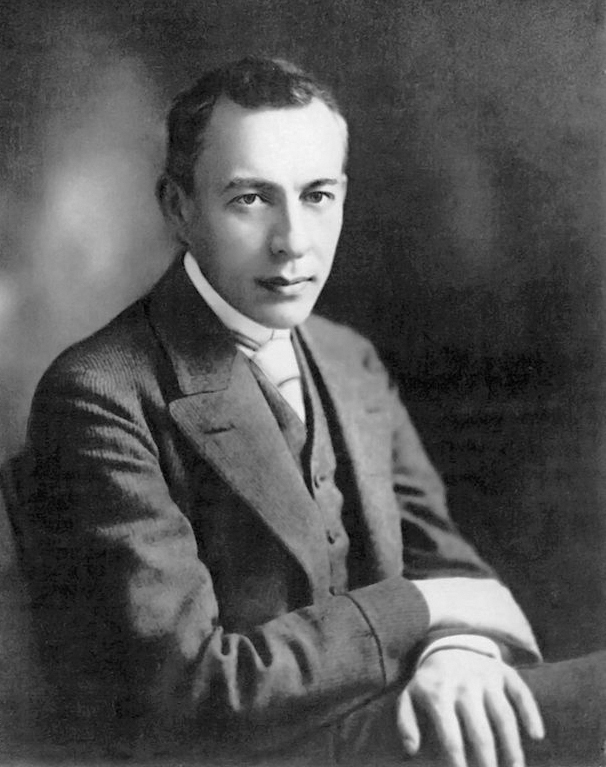
Sergei Rachmaninow, 1901

- 01. April: Sergei Rachmaninow, russischer Pianist, Komponist und Dirigent († 1943)
- 02. April: Alice Verlet, belgische Opernsängerin und Musikpädagogin († 1930)
- 05. April: Rafael Emilio Arté, dominikanischer Musiker und Musikpädagoge († 1970)
- 06. April: Franz Dinghofer, österreichischer Richter und Politiker († 1956)
- 07. April: Friedrich von Oppeln-Bronikowski, deutscher Schriftsteller und Kulturhistoriker († 1936)
- 08. April: Heinrich Dubbel, deutscher Professor für Maschinenbau († 1947)
- 08. April: Wilhelm Paulcke, deutscher Geologe und Lawinenforscher. († 1949)
- 09. April: Hartley Burr Alexander, US-amerikanischer Philosoph, Schriftsteller und Ethnologe († 1939)
- 10. April: Heinrich Aumund, deutscher Unternehmer und Hochschullehrer († 1959)
- 10. April: Henry P. Fletcher, US-amerikanischer Diplomat und Politiker († 1959)
- 11. April: Gustav Böß, deutscher Politiker, Oberbürgermeister von Berlin († 1946)
- 11. April: Alfred Ley, Pionier des deutschen Automobilbaus († 1945)
- 11. April: Angelo Nessi, Schweizer Journalist und Librettist († 1932)
- 12. April: Hippolyte Dreyfus-Barney, französischer Bahai († 1928)
- 14. April: Emile-Jean-François Thiénard, französischer Geistlicher und römisch-katholischer Bischof von Constantine-Hippone († 1945)
- 15. April: Juliette Paxton Atkinson, US-amerikanische Tennisspielerin († 1944)
- 17. April: Alphonse Lavallée-Smith, kanadischer Komponist, Organist und Musikpädagoge († 1912)
- 18. April: Ewald Budde, deutscher Politiker († 1966)
- 19. April: Alexander Dobrschanski, russischer Sportschütze († 1937)
- 19. April: Alexander Dominicus, deutscher liberaler Politiker († 1945)
- 20. April: Wojciech Korfanty, polnischer Ministerpräsident, MdR, Nationalist und Freischärler († 1939)
- 22. April: Luigi Lucheni, italienischer Anarchist, Mörder von Kaiserin Elisabeth († 1910)
- 23. April: Arnold van Gennep, französischer Ethnologe († 1957)
- 24. April: Theodor Körner, österreichischer Bundespräsident († 1957)
- 24. April: Max Landa, österreichischer Stummfilmschauspieler († 1933)
- 25. April: Félix Hubert d’Hérelle, britisch-kanadischer Biologe († 1949)
- 25. April: Walter de la Mare, englischer Dichter und Autor († 1956)
- 26. April: Otto zur Linde, deutscher Schriftsteller († 1938)
- 27. April: Robert Wiene, deutscher Regisseur († 1938)
- 28. April: Fritz Körner, deutscher Kaufmann und Mundartdichter († 1930)
- 30. April: Carl Auffenberg, deutscher Jurist und Politiker († 1945)

### Mai
- 01. Mai: Eugen Benz, deutscher Industrieller, Funktionär und Automobilrennfahrer († 1958)
- 01. Mai: Konstantin Igumnow, russischer Komponist und Klaviervirtuose († 1948)

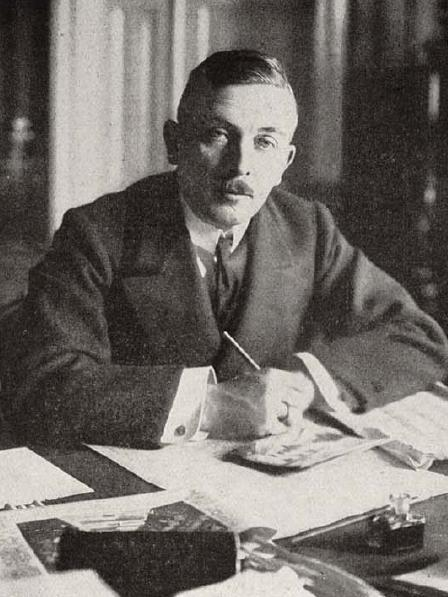
Richard von Kühlmann

- 03. Mai: Richard von Kühlmann, deutscher Diplomat und Politiker († 1948)
- 04. Mai: Omer Letorey, französischer Komponist und Organist († 1938)
- 04. Mai: Julius Seyler, deutscher Maler und Sportler († 1955)
- 08. Mai: Joseph Delmont, österreichischer Artist, Regisseur und Schriftsteller; erste Raubtierszenen der Filmgeschichte († 1935)
- 09. Mai: Lois Irene Marshall, US-amerikanische Politikergattin († 1958)
- 10. Mai: Peyveste Emukhvari, Tochter des osmanischen Prinzen Osman-Bey Emukhvari († 1944)
- 10. Mai: Richard Wilhelm, deutscher Sinologe († 1930)
- 15. Mai: Nikolai Nikolajewitsch Tscherepnin, russischer Komponist († 1945)
- 15. Mai: Pawlo Skoropadskyj, ukrainischer Politiker († 1945)
- 17. Mai: Henri Barbusse, französischer Politiker und Schriftsteller († 1935)
- 19. Mai: Federico Gerdes, peruanischer Komponist, Dirigent und Pianist († 1953)

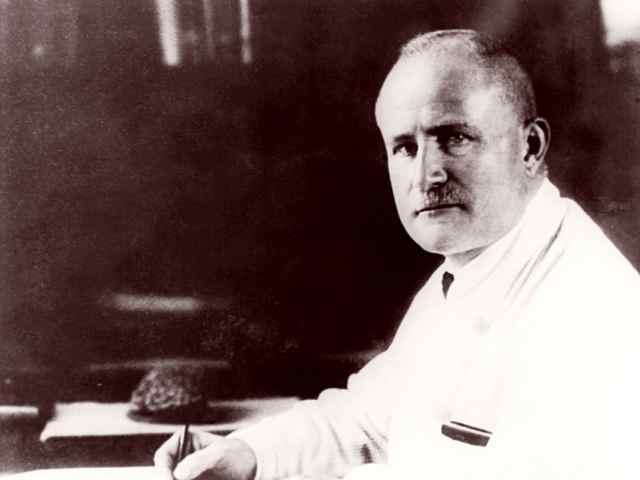
Hans Berger

- 21. Mai: Hans Berger, deutscher Neurologe und Psychiater († 1941)
- 21. Mai: Emil Ermatinger, Schweizer Germanist († 1953)
- 21. Mai: Bathildis zu Schaumburg-Lippe, Mitglied der Häuser Schaumburg-Lippe und Waldeck–Pyrmont († 1962)
- 21. Mai: Hans Wirz, deutsch-schweizerischer Journalist und sozialdemokratischer Politiker († 1943)
- 23. Mai: Leo Baeck, deutscher Rabbiner und Vertreter des liberalen Judentums († 1956)
- 26. Mai: Hans Ludendorff, deutscher Astronom und Astrophysiker († 1941)
- 26. Mai: Olaf Gulbransson, norwegischer Maler, Zeichner und Karikaturist († 1958)
- 26. Mai: Cornelis Gerrit Nicolaas de Vooys, niederländischer Niederlandist († 1955)
- 29. Mai: Rudolf Tobias, estnischer Komponist und Organist († 1918)

### Juni

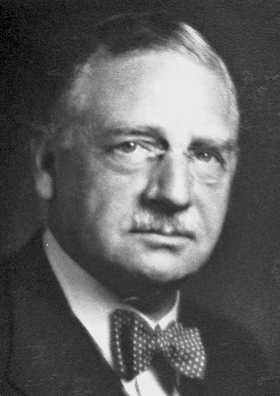
Otto Loewi, 1936

- 02. Juni: Leni Matthaei, deutsche Künstlerin († 1981)
- 02. Juni: Ludwig Pincussohn, deutsch-US-amerikanischer Biochemiker und Mediziner († 1941)
- 03. Juni: Otto Loewi, österreichisch-amerikanischer Pharmakologe († 1961)
- 04. Juni: Charles Fox Parham, US-amerikanischer Evangelist, Prediger und Mitbegründer der Pfingstbewegung († 1929)
- 04. Juni: Heinrich Rudolph Wahlen, deutscher Kaufmann und schwedischer Konsul für Deutsch-Neuguinea († 1970)
- 06. Juni: Emil Grünenfelder, Schweizer Jurist und Politiker († 1971)
- 07. Juni: Landon Ronald, englischer Dirigent, Musikpädagoge und Komponist († 1938)
- 08. Juni: Charles B. Henderson, US-amerikanischer Politiker († 1954)
- 09. Juni: Alfred Auerbach, deutscher Schauspieler und Schriftsteller († 1954)
- 13. Juni: Jean Adair, kanadische Schauspielerin († 1953)
- 14. Juni: Waldemar Abegg, deutscher Verwaltungsjurist und Politiker († 1961)
- 14. Juni: Arthur Seligman, US-amerikanischer Politiker († 1933)
- 16. Juni: Karl von Müller, deutscher Marineoffizier († 1923)
- 18. Juni: Eduardo Chicharro y Agüera, spanischer Maler († 1949)
- 18. Juni: Erhard Kutschenreuter, deutscher Komponist († 1946)
- 18. Juni: Tom Turpin, US-amerikanischer Ragtime-Pianist und Komponist († 1922)
- 19. Juni: Friedrich Huch, deutscher Dichter und Schriftsteller († 1913)
- 21. Juni: Henry Tomlinson, britischer Schriftsteller und Journalist († 1958)
- 24. Juni: Hugo Simberg, finnischer Maler und Graphiker († 1917)
- 28. Juni: Ludwig Arzt, deutscher Unternehmer († 1956)
- 28. Juni: Alexis Carrel, französischer Chirurg und Nobelpreisträger († 1944)
- 28. Juni: Daisy von Pless, High-Society-Lady des europäischen Hochadels († 1943)
- 29. Juni: Leo Frobenius, deutscher Ethnologe († 1938)
- 30. Juni: Johannes Meisenheimer, deutscher Zoologe († 1933)

### Juli

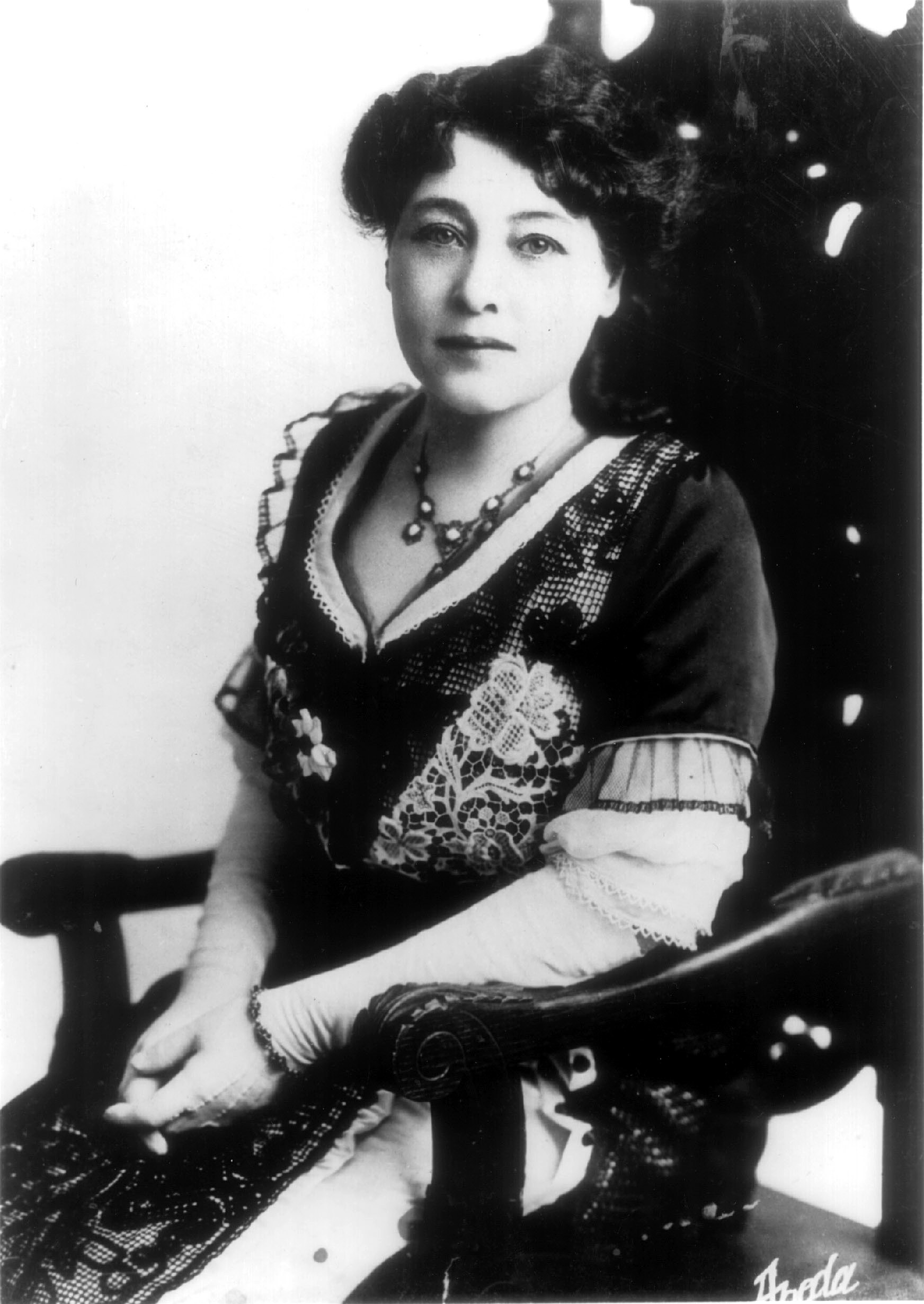
Alice Guy-Blaché

- 01. Juli: Alice Guy-Blaché, französisch-US-amerikanische Pionierin des Films, erste Regisseurin der Welt († 1968)
- 04. Juli: Maurice Despatures, französischer Ordensgeistlicher und römisch-katholischer Bischof von Bangalore († 1963)
- 06. Juli: Paul Keller, deutscher Publizist und Schriftsteller († 1932)
- 07. Juli: A. Victor Donahey, US-amerikanischer Politiker († 1946)
- 07. Juli: Sándor Ferenczi, ungarischer Psychoanalytiker († 1933)
- 07. Juli Halvdan Koht, norwegischer Historiker und Politiker († 1965)
- 08. Juli: Witold Maliszewski, polnischer Komponist († 1939)
- 08. Juli: Carl Vaugoin, österreichischer Politiker († 1949)
- 09. Juli: Albert Neuhaus, deutscher Politiker, Reichsminister († 1948)
- 11. Juli: Jules Breitenstein, Schweizer evangelischer Geistlicher und Hochschullehrer († 1936)
- 11. Juli: Louis Pinck, deutscher Volksliedforscher und -sammler († 1940)
- 12. Juli: Rudolf Nadolny, deutscher Diplomat († 1953)
- 13. Juli: Alfons Breska, tschechischer Dichter und Übersetzer († 1946)
- 15. Juli: Otto Herrmann Anselmino, deutscher Pharmazeut und außerordentlicher Professor für pharmazeutische Chemie († 1955)
- 15. Juli: Henri Buisson, französischer Physiker († 1944)
- 20. Juli: Alberto Santos-Dumont, brasilianischer Luftschiffer und Flugpionier († 1932)
- 21. Juli: Charles Schlee, US-amerikanischer Radrennfahrer († 1947)
- 21. Juli: Herbert Witherspoon, US-amerikanischer Sänger, Gesangspädagoge und Theatermanager († 1935)
- 24. Juli: Bernard Arens, luxemburgischer Theologe und Schriftsteller († 1954)
- 25. Juli: Reinhard Mumm, deutscher Theologe und Politiker († 1932)
- 26. Juli: Julius Nicolaus Weisfert, deutscher Journalist und Redakteur († 1942)
- 26. Juli: Karl Wilmanns, deutscher Neurologe und Psychiater († 1945)
- 27. Juli: Otto Paschen, Dompropst in Köln († 1947)

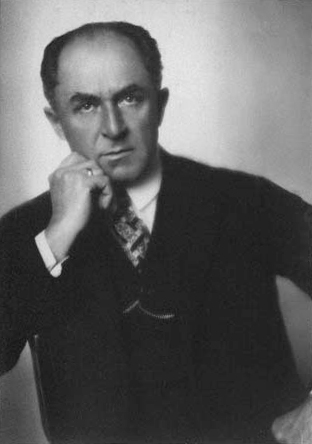
Hugo Reichenberger

- 28. Juli: Hugo Reichenberger, deutscher Dirigent und Komponist († 1938)
- 31. Juli: Hans Ostwald, deutscher Journalist und Schriftsteller († 1940)
- 31. Juli: Vojtěch Preissig, tschechischer Grafiker, Maler und Illustrator, Widerstandskämpfer († 1944)

### August
- 01. August: Erik Hans Karl von Arnim, deutscher Rittergutsbesitzer und Hofbeamter († 1945)
- 01. August: Luise Veltée, österreichische Regisseurin († 1950)
- 01. August: Henri Verbrugghen, belgischer Dirigent, Geiger und Musikpädagoge († 1934)
- 05. August: Kurt Arndt, deutscher Chemiker († 1946)
- 06. August: Mary Carr Moore, US-amerikanische Komponistin († 1957)
- 11. August: Hans Goltz, deutscher Kunsthändler († 1927)
- 11. August: Rudolf Maria Breithaupt, deutscher Komponist und Musikpädagoge († 1945)
- 12. August: Tom Reece, englischer Billardspieler, Schwimmer und Sachbuchautor († 1953)
- 13. August: Józef Haller von Hallenburg, polnischer General († 1960)
- 13. August: Christian Georgijewitsch Rakowski, bulgarischer Revolutionär und sowjetischer Politiker († 1941)
- 14. August: Alice Jouenne, französische Lehrerin († 1954)
- 14. August: Emmy Surén, deutsche Krankenschwester (Engel Südwestafrikas) († 1974)
- 18. August: Otto Harbach, US-amerikanischer Librettist und Songtexter († 1963)

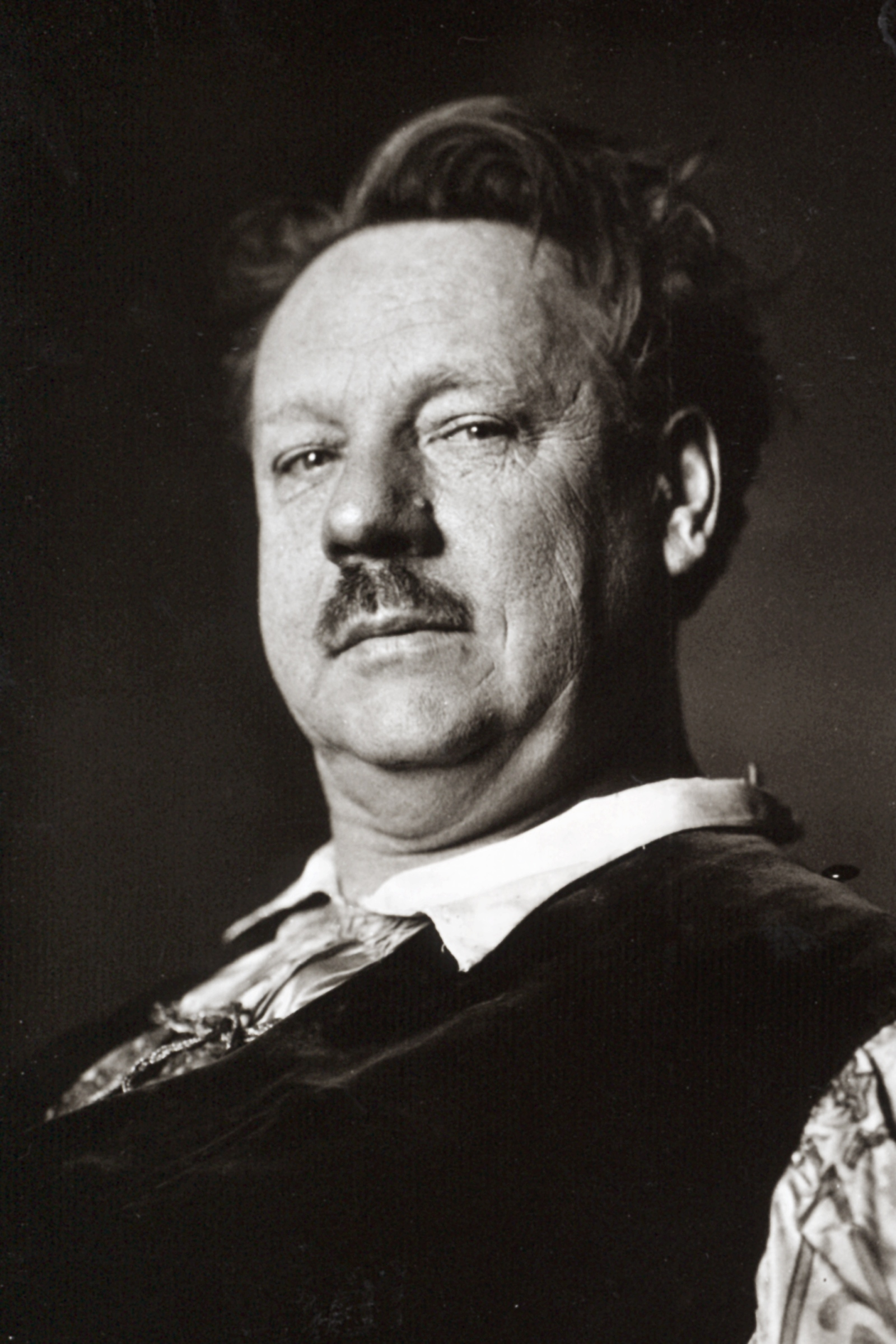
Leo Slezak, um 1927

- 18. August: Leo Slezak, österreichischer Opernsänger und Schauspieler († 1946)
- 19. August: Friedrich von der Leyen, deutscher Germanist († 1966)
- 20. August: Eliel Saarinen, finnischer Architekt († 1950)
- 20. August: Eugen Schmalenbach, deutscher Betriebswirt († 1955)
- 22. August: Karl Nef, Schweizer Musikwissenschaftler († 1935)
- 22. August: Alexander Alexandrowitsch Bogdanow, russischer Philosoph, Ökonom, Soziologe und Arzt († 1928)
- 26. August: Lee de Forest, US-amerikanischer Ingenieur und Erfinder († 1961)
- 26. August: Arnold Gassmann, Schweizer Zollbeamter († 1943)
- 26. August: John Hermann Loud, US-amerikanischer Organist und Komponist († 1959)
- 27. August: Maud Allan, kanadisch-amerikanische Tänzerin († 1956)
- 30. August: Albrecht Burchard, deutscher Mediziner und Hochschullehrer († 1948)
- 31. August: Allen Sisson, US-amerikanischer Old-Time-Musiker († 1951)

### September
- 01. September: Robert P. Bass, US-amerikanischer Politiker († 1960)
- 05. September: Bogumił Šwjela, sorbischer Geistlicher, Sprachforscher und Publizist († 1948)
- 06. September: Erich Köhler, deutscher Seeoffizier († 1914)
- 08. September: Alfred Jarry, französischer Schriftsteller († 1907)
- 08. September: David O. McKay, US-Amerikaner, Präsident der Kirche Jesu Christi der Heiligen der letzten Tage († 1970)
- 09. September: Georges Berguer, Schweizer evangelischer Geistlicher und Hochschullehrer († 1945)
- 09. September: Theodor Kroyer, deutscher Musikwissenschaftler († 1945)
- 09. September: Max Reinhardt, österreichischer Theaterregisseur († 1943)
- 10. September: Alexander Beer, deutscher Architekt und Gemeindebaumeister in Berlin († 1944)
- 10. September: Gustav Gamper, Schweizer Musiker, Maler und Schriftsteller († 1948)
- 11. September: Ernst Buddeberg, deutscher evangelisch-lutherischer Theologe, Pfarrer, Autor und Direktor der Liebenzeller Mission († 1949)
- 11. September: Rudolf Kassner, österreichischer Schriftsteller, Essayist, Übersetzer, Kulturphilosoph († 1959)

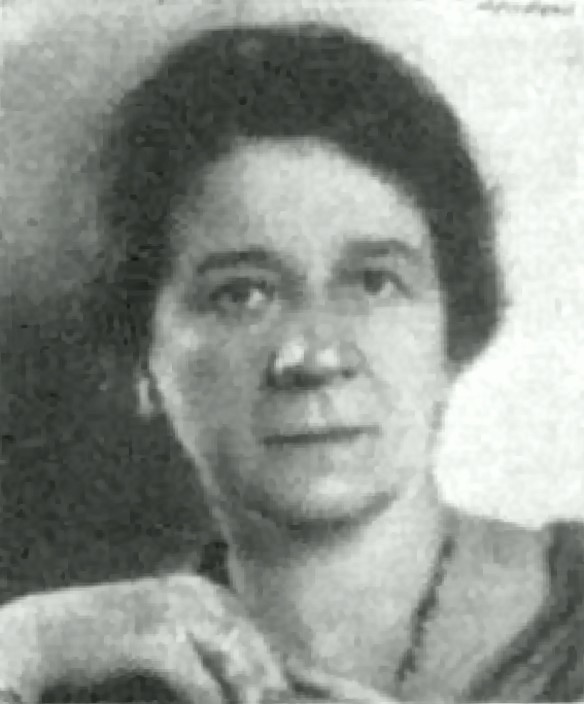
Gertrud Bäumer

- 12. September: Gertrud Bäumer, deutsche Frauenrechtlerin und Politikerin, MdR († 1954)
- 13. September: George Washington Lambert, australischer Maler († 1930)
- 13. September: Constantin Carathéodory, deutscher Mathematiker († 1950)
- 13. September: Francis Yard, französischer Schriftsteller († 1947)
- 15. September: Ferruccio Scattola, italienischer Maler († 1950)

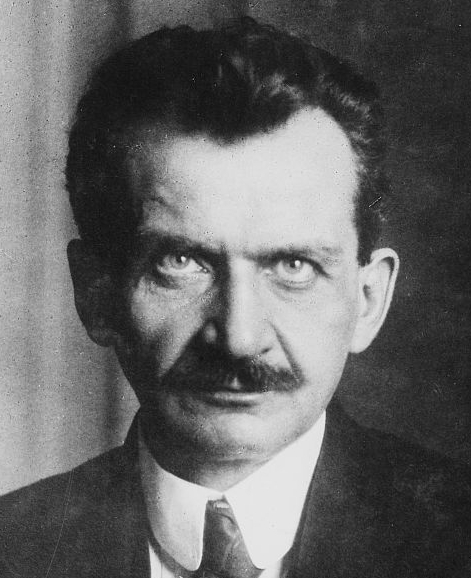
Otto Wels

- 15. September: Otto Wels, deutscher Politiker († 1939)
- 19. September: Rudolf Charousek, ungarischer Schachmeister († 1900)
- 20. September: Ferenc Szisz, französisch-ungarischer Automobilrennfahrer († 1944)
- 20. September: Lulu von Strauß und Torney, deutsche Dichterin und Schriftstellerin († 1956)
- 20. September: Robert Wrenn, US-amerikanischer Tennisspieler († 1925)
- 24. September: Willibald Adam, deutscher Abt († 1935)
- 29. September: František Balej, tschechischer Jurist, Übersetzer und humanistischer Philosoph († 1918)

### Oktober
- 01. Oktober: Oscar Schuster, deutscher Alpinist († 1917)
- 03. Oktober: Antonius Hilfrich, deutscher Geistlicher, Bischof von Limburg († 1947)
- 03. Oktober: Wjatscheslaw Schischkow, russischer Schriftsteller. († 1945)
- 04. Oktober: Paul S. L. Johnson, US-amerikanischer Prediger, Gründer der Laien-Heim-Missionsbewegung († 1950)
- 04. Oktober: Anne Siberdinus de Blécourt, niederländischer Jurist und Rechtshistoriker († 1940)
- 05. Oktober: Otto Falckenberg, deutscher Regisseur, Theaterleiter und Schriftsteller († 1947)
- 07. Oktober: Otto zu Windisch-Graetz, deutscher Adliger († 1952)
- 08. Oktober: Ma Barker, US-amerikanische Kriminelle († 1935)
- 08. Oktober: Ejnar Hertzsprung, dänischer Astronom († 1967)
- 08. Oktober: Alexei Schtschussew, moldauisch-russischer Architekt († 1949)
- 09. Oktober: Carl Flesch, ungarischer Violinist und Musikschriftsteller († 1944)
- 09. Oktober: Karl Schwarzschild, deutscher Astronom und Physiker († 1916) Karl Schwarzschild

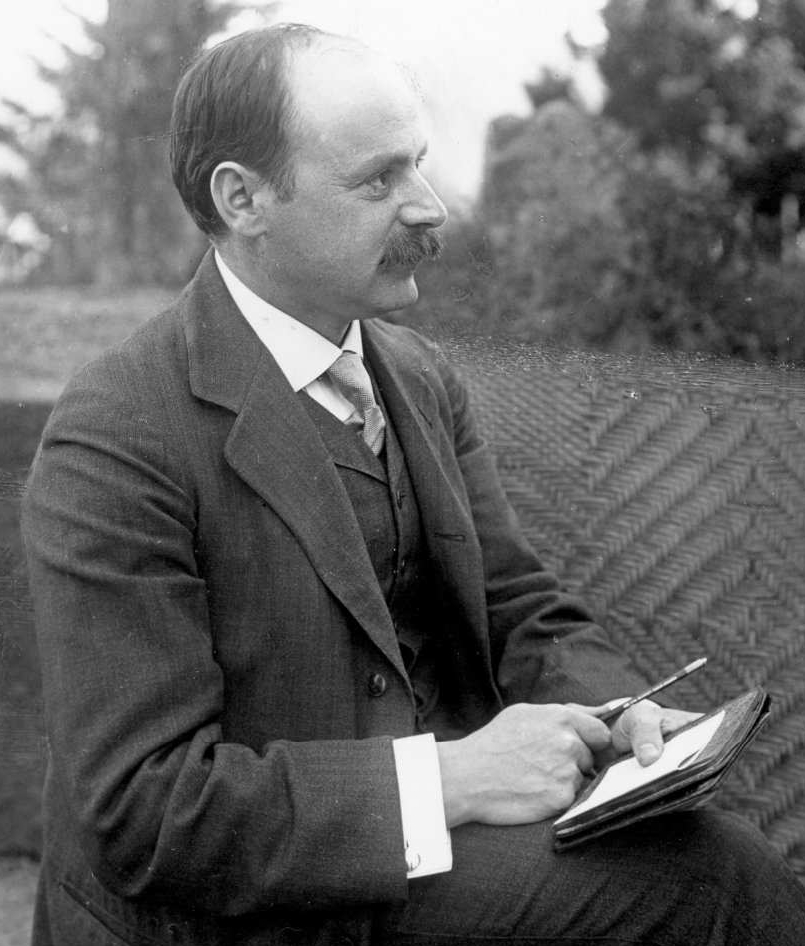
Karl Schwarzschild

- 10. Oktober: Eduard Cruse, deutscher Offizier († 1961)
- 10. Oktober: Else Kolshorn, deutsche Gewerkschafterin († 1962)
- 10. Oktober: Arthur O. Lovejoy, US-amerikanischer Historiker († 1962)
- 10. Oktober: Adolf Friedrich zu Mecklenburg, deutscher Kolonialbeamter und erster Präsident des NOK († 1969)
- 11. Oktober: Joseph Irwin France, US-amerikanischer Politiker († 1939)
- 12. Oktober: Nadežda Petrović, serbische Malerin († 1915)
- 12. Oktober: Federico Tedeschini, italienischer Kardinal der römisch-katholischen Kirche († 1959)
- 13. Oktober: Joseph Arneth, deutscher Mediziner († 1955)
- 14. Oktober: Ray Ewry, US-amerikanischer Leichtathlet († 1937)
- 14. Oktober: Fernand Gregh, französischer Schriftsteller und Literaturkritiker († 1960)
- 14. Oktober: Jules Rimet, Franzose, Präsident der FIFA († 1956) Jules Rimet, 1933

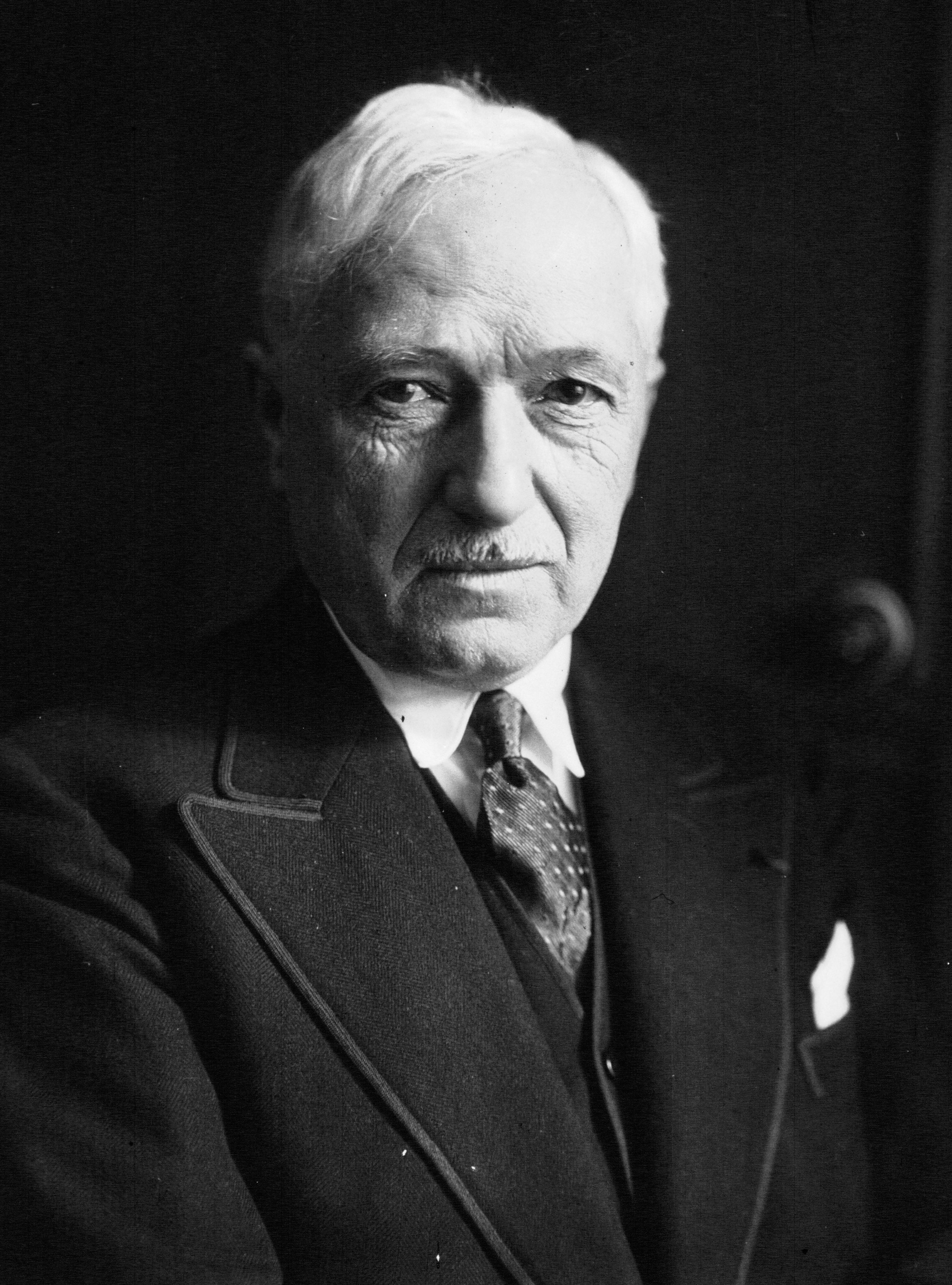
Jules Rimet, 1933

- 16. Oktober: Alfred Reinhart, Schweizer Unternehmer († 1935)
- 17. Oktober: William Luther Hill, US-amerikanischer Politiker († 1951)
- 17. Oktober: Alfred Polgar, österreichischer Schriftsteller († 1955)
- 17. Oktober: Thomas Riggs junior, US-amerikanischer Politiker und Gouverneur des Alaska-Territoriums († 1945)
- 18. Oktober: Ivanoe Bonomi, italienischer Politiker († 1951)
- 20. Oktober: Makereti Papakura, neuseeländische Reiseführerin († 1930)
- 23. Oktober: William David Coolidge, US-amerikanischer Physiker († 1975)
- 24. Oktober: Edmund Taylor Whittaker, britischer Mathematiker († 1956)
- 26. Oktober: Thorvald Stauning, dänischer Politiker und Staatsmann († 1942)
- 27. Oktober: James J. Davis, US-amerikanischer Politiker († 1947)
- 27. Oktober: Ella Scoble Opperman, US-amerikanische Musikpädagogin, Organistin und Pianistin († 1969)
- 27. Oktober: Else Otten, niederländische Übersetzerin († 1931)
- 28. Oktober: Louis Gros, französischer Politiker und Résistancekämpfer († 1963)
- 29. Oktober: Anni Marie Abdoullah-Hammerschmidt, österreichische Malerin († 1916)
- 29. Oktober: Michael Bleive, russisch-orthodoxer Priester und Märtyrer in Estland († 1919)
- 30. Oktober: Francisco Madero, mexikanischer Revolutionär und Staatspräsident († 1913)

### November
- 02. November: Gottfried Hinze, deutscher Fußball-Funktionär († 1953)
- 04. November: Izumi Kyōka, japanischer Schriftsteller († 1939)
- 04. November: George Edward Moore, englischer Philosoph († 1958)
- 05. November: Edwin Flack, australischer Leichtathlet († 1935)
- 08. November: Aurelio Bacciarini, Schweizer Geistlicher, apostolischer Administrator und Titularbischof von Daulia († 1935)
- 09. November: Tadeusz Miciński, polnischer Schriftsteller († 1918)

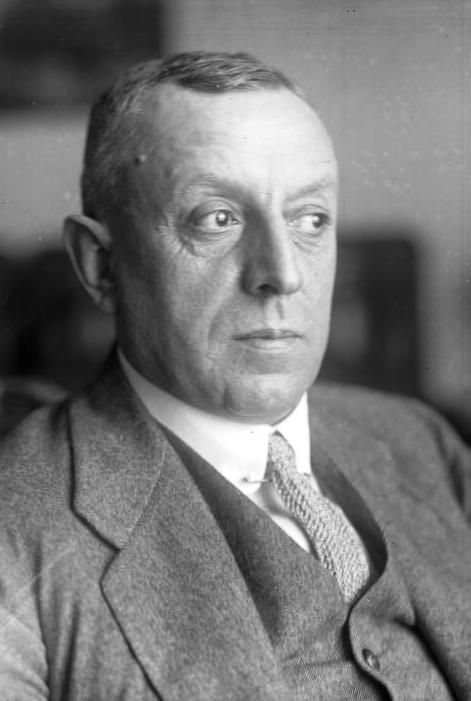
Fritz Thyssen, 1928

- 09. November: Fritz Thyssen, deutscher Unternehmer († 1951)
- 09. November: Otfrid Foerster, deutscher Neurowissenschaftler († 1941)
- 10. November: Henri Rabaud, französischer Komponist († 1949)
- 11. November: Daniel Daly, hochdekorierter Unteroffizier des United States Marine Corps († 1937)
- 12. November: Adolf Schipper, deutscher Offizier und Kolonialbeamter († 1915)
- 14. November: Carlos María de la Torre, ecuadorianischer Geistlicher, Erzbischof von Quito und Kardinal († 1968)
- 16. November: W. C. Handy, US-amerikanischer Blues-Komponist († 1958)
- 19. November: Elizabeth McCombs, neuseeländische Politikerin und die erste Frau im Parlament († 1935)
- 20. November: Daniel Gregory Mason, US-amerikanischer Komponist († 1953)
- 20. November: Ramón Castillo, Politiker, Präsident von Argentinien († 1944)
- 20. November: William Coblentz, US-amerikanischer Physiker und Astronom († 1962)
- 20. November: Walter Evans Edge, US-amerikanischer Politiker († 1956)
- 21. November: Heinrich Martin Arens, US-amerikanischer Politiker († 1963)
- 22. November: Leopold Charles Maurice Stennett Amery, britischer Politiker († 1955)
- 22. November: Hermann Fischer, deutscher Bankier und Politiker († 1940)
- 24. November: Fritz Hardt, deutscher Unternehmer († 1959)
- 24. November: Julius Martow, russischer Politiker († 1923)
- 25. November: Leo Katzenberger, deutsch-jüdischer Geschäftsmann († 1942)
- 25. November: Myers Cooper, US-amerikanischer Politiker († 1958)
- 27. November: Adolf Friedrich Wilhelm Ahlhorn, deutscher Jurist († 1968)
- 27. November: Johan Alfred Andersson Ander, schwedischer Krimineller († 1910)
- 28. November: Joseph Schnetz, österreichischer Philologe († 1952)
- 30. November: Božena Benešová, tschechische Dichterin, Schriftstellerin († 1936)

### Dezember
- 01. Dezember: Wiktor Michailowitsch Tschernow, russischer Politiker († 1952)
- 02. Dezember: Eduardo Schaerer, paraguayischer Politiker († 1941)
- 08. Dezember: Anton Afritsch, österreichischer Gewerkschafter († 1924)
- 08. Dezember: Quincas Laranjeiras, brasilianischer Gitarrist und Komponist († 1935)
- 08. Dezember: John Duncan MacLean, kanadischer Politiker († 1948)
- 09. Dezember: Elisabeth Bernoulli, Schweizer Frauenrechtlerin († 1935)
- 09. Dezember: Henry Caulfield, US-amerikanischer Politiker († 1966)
- 12. Dezember: Erik Jonsson, schwedischer Sportschütze († 1958)
- 13. Dezember: Cesare Orsenigo, apostolischer Nuntius in Deutschland († 1946)
- 14. Dezember: Joseph Jongen, belgischer Komponist und Organist († 1953)
- 16. Dezember: Robert Leinert, deutscher Politiker († 1940)
- 17. Dezember: Ford Madox Ford, englischer Schriftsteller († 1939)
- 18. Dezember: Francis Burton Harrison, US-amerikanischer Politiker († 1957)
- 20. Dezember: Mehmet Akif Ersoy, türkischer Dichter († 1936)
- 20. Dezember: Léon Martin, französischer Politiker und Widerstandskämpfer († 1967)
- 20. Dezember: Frank Welsman, kanadischer Dirigent, Musikpädagoge und Pianist († 1952)
- 21. Dezember: Blagoje Bersa, kroatischer Komponist († 1934)
- 21. Dezember: Josip Ipavec, slowenischer Komponist († 1921)
- 21. Dezember: Marc Peter, Schweizer Jurist, Politiker, Diplomat und Heimatforscher († 1966)
- 22. Dezember: Carl Kraemer, deutscher Tierschützer († 1951)
- 23. Dezember: John Quincy Adams, österreichischer Maler († 1933)
- 30. Dezember: Alfred E. Smith, US-amerikanischer Politiker († 1944)

### Genaues Geburtsdatum unbekannt
- David Allison, französisch-englischer Fußballspieler († unbekannt)
- Raimundo Lorenzo de Equevilley Montjustín, spanischer Ingenieur und U-Boot-Pionier († im 20. Jahrhundert)
- Sarah Fennings, britische Geigerin und Musikpädagogin († nach 1938)
- Mary Antonine Goodchild, US-amerikanische Musikpädagogin († 1945)
- Teotoros Lapçinciyan, armenischer Autor und Forscher († 1928)
- Auguste Mangeot, französischer Musikkritiker und Pianist († 1942)
- Hasan Bej Prishtina, albanischer Politiker († 1933)
- Armando Quezada Acharán, chilenischer Politiker und Wirtschaftswissenschaftler († 1936)
- Sayyid Ahmed asch-Sharif ibn Muhammad asch-Sharif ibn Muhammad ibn Ali as Senussi, Anführer des libyschen Sanussiya-Ordens († 1933)

## Gestorben

### Januar bis April

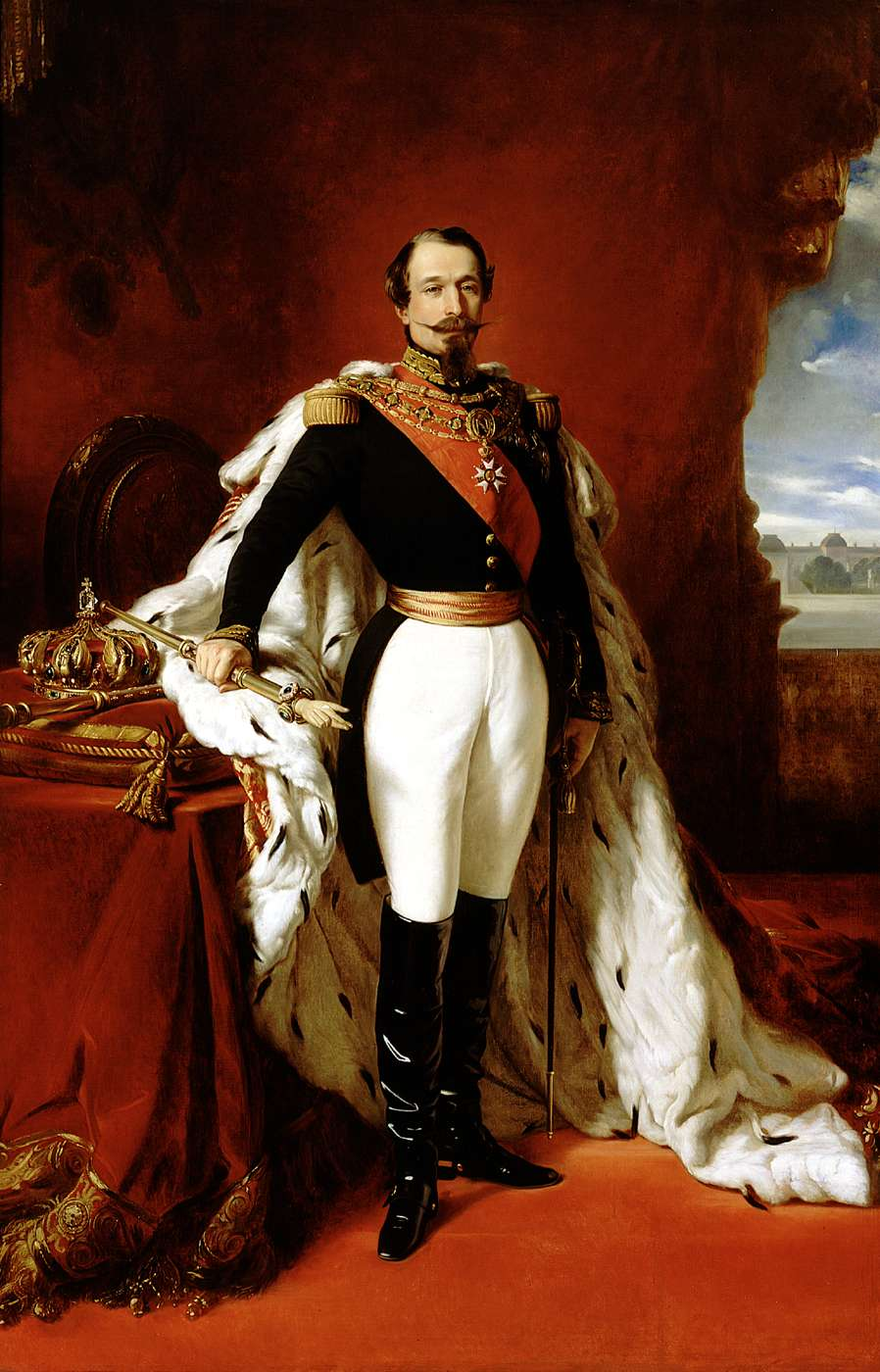
Napoleon III., 1852

- 09. Januar: Napoleon III., französischer Staatspräsident und Kaiser der Franzosen (* 1808)
- 09. Januar: Sigurd Friedrich Abel, deutscher Historiker (* 1837)
- 13. Januar: Felix Helbling, Schweizer römisch-katholischer Geistlicher und Politiker (* 1802)
- 14. Januar: Louis Burnier, Schweizer evangelischer Geistlicher und Schulreformer (* 1795)
- 18. Januar: Edward Bulwer-Lytton, englischer Romandichter (* 1803)
- 21. Januar: Gaspard Auguste Brullé, französischer Entomologe (* 1809)
- 21. Januar: Karl Zell, deutscher Altphilologe und Politiker (* 1793)
- 24. Januar: Johann Friedrich Christoph Bauer, deutscher Politiker (* 1803)
- 26. Januar: Carlo d’Arco, italienischer Kunsthistoriker, Maler und Nationalökonom (* 1799/1800)
- 26. Januar: Amélie von Leuchtenberg, Kaiserin von Brasilien (* 1812)
- 27. Januar: Adam Sedgwick, britischer Begründer der modernen Geologie (* 1785)
- 01. Februar: Matthew Fontaine Maury, US-amerikanischer Marineoffizier und Hydrograph (* 1806)
- 08. Februar: John White Geary, US-amerikanischer Politiker (* 1819)
- 10. Februar: Wilhelm Beckershoff, deutscher Kommunalpolitiker, Bauunternehmer und Steinbruchbesitzer (* 1806)
- 10. Februar: Joseph Sheridan Le Fanu, irischer Schriftsteller (* 1814)
- 18. Februar: Wassil Lewski, bulgarischer Revolutionär und Ideologe der nationalen Wiedergeburt (* 1840)
- 19. Februar: Johann Dummel, österreichischer Orgel- und Klavierbauer (* um 1803)
- 24. Februar: Godfrey Frankenstein, deutschamerikanischer Maler (* 1820)
- 24. Februar: Thomas Guthrie, schottischer Sozialreformer (* 1803)
- 24. Februar: Heinrich Kurz, deutscher Literaturhistoriker (* 1805)
- 03. März: Leopold von Sonnleithner, österreichischer Jurist und bekannte Persönlichkeit der Wiener Musikszene (* 1797)
- 12. März: Tomás Martínez Guerrero, Präsident von Nicaragua (* 1820)
- 25. März: Wilhelm Marstrand, dänischer Maler (* 1810)
- 27. März: James Dixon, US-amerikanischer Politiker (* 1814)
- 27. März: Joseph-Louis-Elzéar Ortolan, französischer Jurist und Schriftsteller (* 1802)
- 30. März: Bénédict Augustin Morel, französischer Psychiater (* 1809)
- 31. März: Wilhelm Stern, deutscher Pädagoge (* 1792)
- 09. April: Charles Allston Collins, englischer Maler und Schriftstellerin (* 1828)
- 14. April: Pierre-Frédéric Dorian, französischer Politiker (* 1814)
- 17. April: Semen Hulak-Artemowskyj, ukrainischer Opernsänger und Komponist (* 1813)

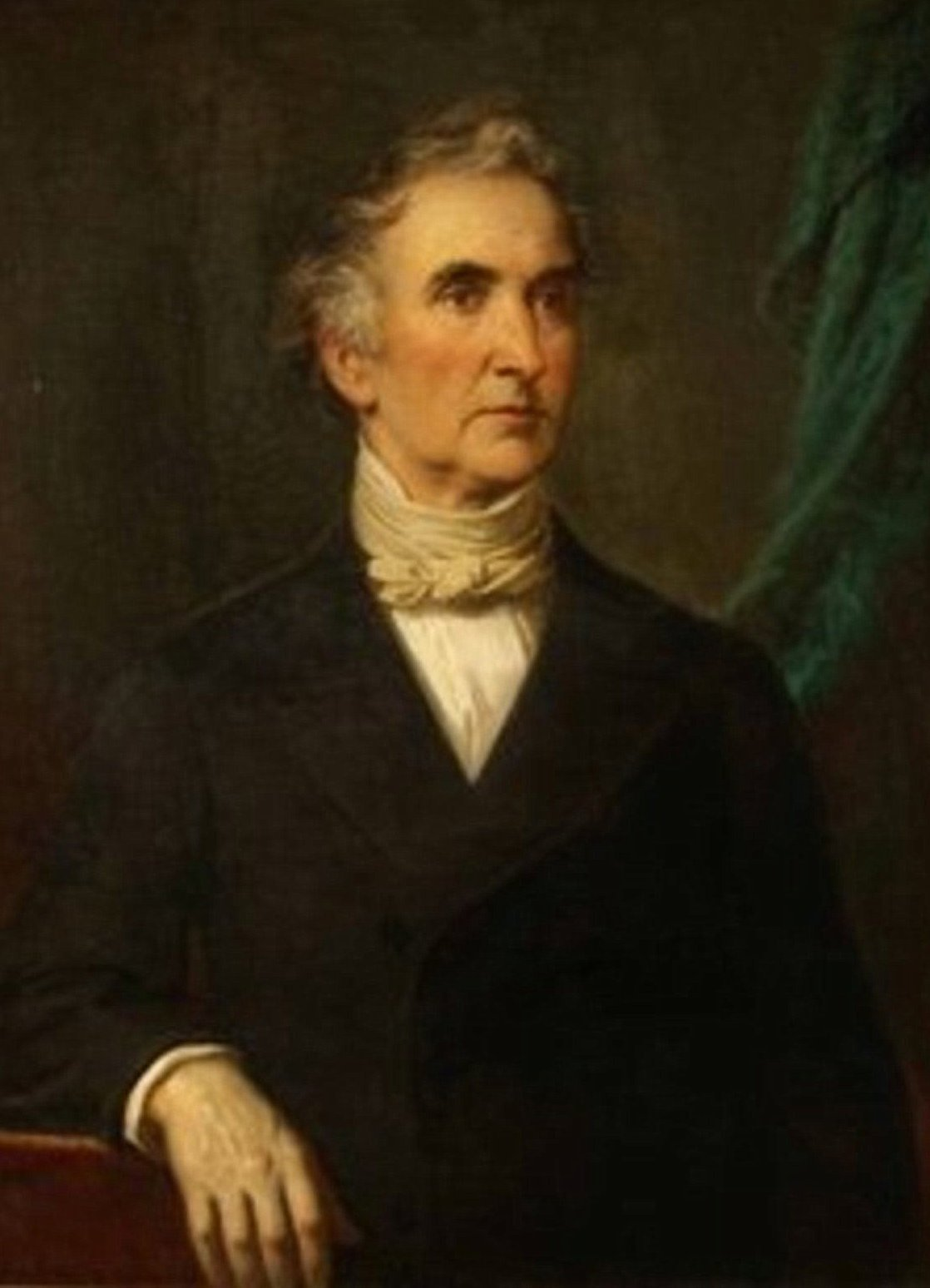
Justus von Liebig

- 18. April: Justus von Liebig, deutscher Chemiker (* 1803)
- 20. April: Henry Bence Jones, englischer Arzt (* 1813)
- 23. April: Wolfgang Menzel, deutscher Dichter der Spätromantik (* 1798)

### Mai bis August

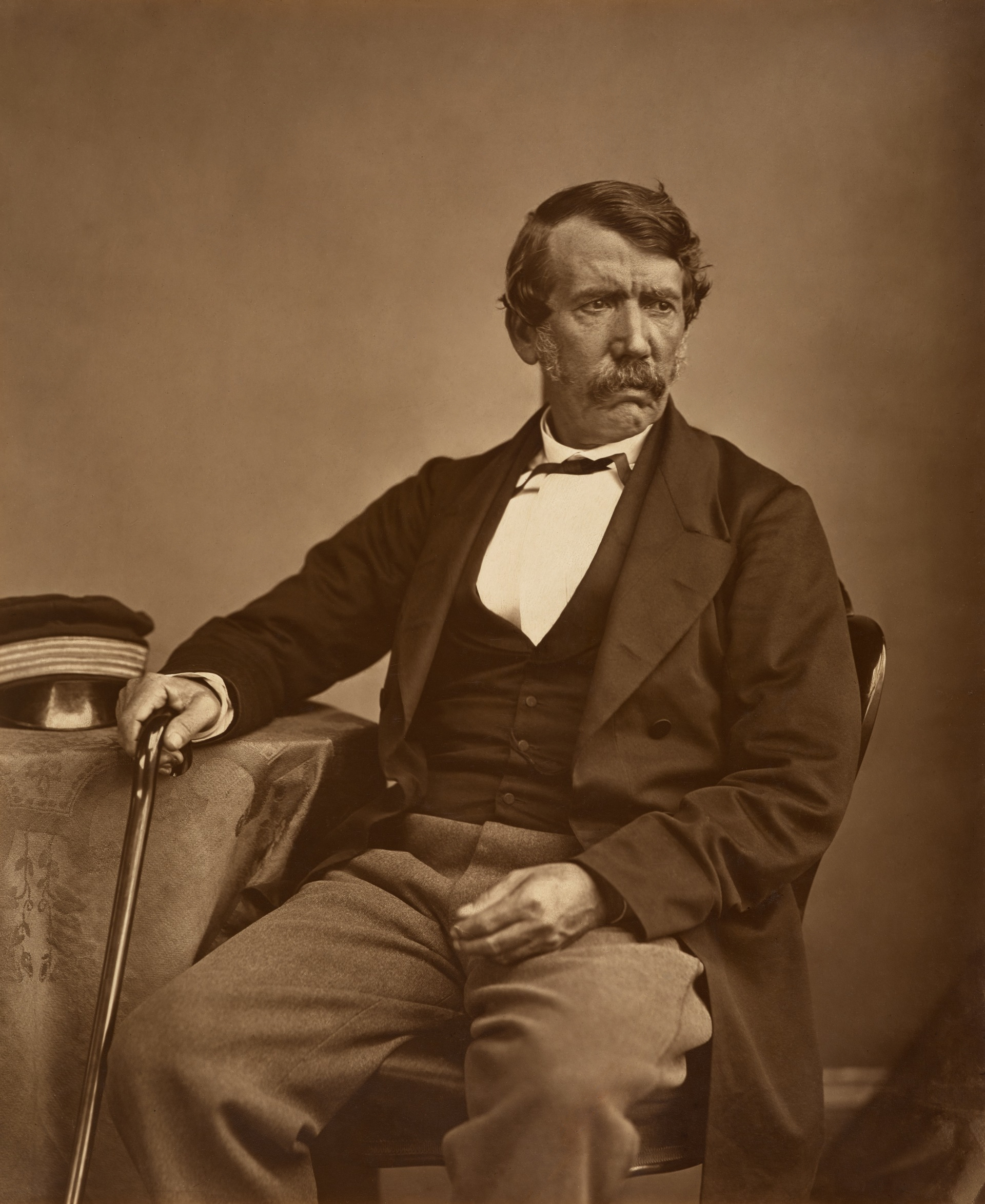
David Livingstone

- 01. Mai: David Livingstone, schottischer Afrikaforscher (* 1813)
- 06. Mai: José Antonio Páez, Präsident von Venezuela (* 1790)
- 06. Mai: Albert Schiffner, deutscher Geograf und Lexikograf (* 1792)
- 07. Mai: Salmon P. Chase, US-amerikanischer Jurist und Politiker (* 1808)
- 08. Mai: Oakes Ames, US-amerikanischer Politiker (* 1804)
- 08. Mai: John Stuart Mill, englischer Philosoph und Ökonom (* 1806)
- 09. Mai: Frederick Goddard Tuckerman, US-amerikanischer Dichter (* 1821)
- 11. Mai: Ignacio Agramonte y Loynáz, kubanischer Rechtsanwalt und Freiheitskämpfer (* 1841)
- 13. Mai: Gašpar Mašek, tschechischer Komponist (* 1794)
- 15. Mai: Alexandru Ioan Cuza, Gründer und erster Fürst des Fürstentums Rumänien (* 1820)
- 17. Mai: James Phelan, US-amerikanischer Politiker (* 1821)
- 22. Mai: Alessandro Manzoni, italienischer Schriftsteller (* 1785)
- 01. Juni: Gheorghe Bibescu, Fürst der Walachei (* 1802)
- 01. Juni: Joseph Howe, kanadischer Politiker und Journalist (* 1804)
- 06. Juni: Adalbert von Preußen, preußischer Prinz (* 1811)
- 13. Juni: Friedrich von Raumer, deutscher Historiker (* 1781)
- 26. Juni: Friedrich Schüler, deutscher Jurist und demokratischer Politiker (* 1791)
- 29. Juni: Wolfgang Müller von Königswinter, deutscher Dichter und Arzt (* 1816)
- 04. Juli: Józef Michał Poniatowski, polnischer Komponist, Sänger und Diplomat (* 1816)
- 08. Juli: Franz Xaver Winterhalter, deutscher Porträtmaler und Lithograf (* 1805)
- 12. Juli: Paul-Eugène Lequeux, französischer Architekt (* 1806)
- 13. Juli: Anthony Colby, US-amerikanischer Politiker (* 1792)
- 15. Juli: Gustav Rose, deutscher Mineraloge (* 1798)
- 17. Juli: Moritz von Todesco, österreichischer Bankier, Unternehmer und Kunstmäzen (* 1816)
- 18. Juli: Delos Rodeyn Ashley, US-amerikanischer Politiker (* 1828)
- 18. Juli: Ferdinand David, deutscher Komponist (* 1810)
- 27. Juli: Fjodor Iwanowitsch Tjuttschew, russischer Dichter (* 1803)
- 30. Juli: Christian Gottlieb Ziller, deutscher Baumeister (* 1807)
- 04. August: Wiktor Alexandrowitsch Hartmann, russischer Architekt, Bildhauer und Maler (* 1834)
- 09. August: Casto José Alvarado, honduranischer Politiker (* 1820)
- 17. August: William M. Meredith, US-amerikanischer Politiker (* 1799)
- 24. August: Friedrich Paschen, deutscher Geodät und Astronom (* 1804)
- 26. August: Carl Wilhelm, deutscher Chorleiter (* 1815)
- 29. August: Hermann Hankel, deutscher Mathematiker (* 1839)

### September bis Dezember
- 06. September: Harald Ackermann, deutscher Mediziner
- 11. September: Agustín Fernando Muñoz y Sánchez, morganatischer Ehemann von Maria Christina von Neapel-Sizilien, Königinmutter und Regentin von Spanien (* 1808)
- 16. September: Sidi Muhammad IV., Sultan von Marokko (* 1803)
- 19. September: Giambattista Donati, italienischer Astronom (* 1826)
- 19. September: Jean Victor Coste, französischer Naturforscher (* 1807)
- 22. September: August Breithaupt, deutscher Mineraloge (* 1791)
- 22. September: Friedrich Frey-Herosé, Schweizer Politiker (* 1801)
- 26. September: Roderich Benedix, deutscher Schauspieler, Theaterleiter und Stückeschreiber (* 1811)
- 28. September: Émile Gaboriau, französischer Schriftsteller (* 1832)
- 01. Oktober: Carl Baunscheidt, deutscher Gewerbelehrer, Stellmacher, Mechaniker und Erfinder (* 1809)
- 03. Oktober: Thomas King Carroll, US-amerikanischer Politiker (* 1793)
- 06. Oktober: Paul Edmund de Strzelecki, polnischer Forscher und Entdeckungsreisender (* 1797)
- 06. Oktober: Fjodor Alexandrowitsch Wassiljew, russischer Maler (* 1850)
- 06. Oktober: Friedrich Wieck, deutscher Musiker und Musikpädagoge (* 1785)
- 07. Oktober: Knut Jungbohn Clement, deutscher Schriftsteller (* 1803)
- 13. Oktober: Emil von Sydow, deutscher Offizier, Geograph und Kartograph (* 1812)
- 16. Oktober: Frederik Due, norwegischer Offizier und Staatsminister (* 1796)
- 17. Oktober: Franz Duschek, Finanzminister während der ungarischen Revolution (* 1797)
- 18. Oktober: Robert McClure, britischer Polarforscher (* 1807)
- 20. Oktober: Elise Ruepp, Schweizer Pionierin der Frauen- und Lehrerinnenbildung (* 1790)
- 21. Oktober: Johan Sebastian Welhaven, norwegischer Schriftsteller (* 1807)
- 23. Oktober: William Bebb, US-amerikanischer Politiker (* 1802)
- 26. Oktober: Giuseppe Fratecolla, Schweizer Jurist, Offizier und Politiker (* 1818)
- 28. Oktober: John C. Heenan, US-amerikanischer Boxer in der Bare-knuckle-Ära (* 1835)
- 29. Oktober: Johann I., König von Sachsen (* 1801)
- 03. November: Karl Waitz von Eschen, nordhessischer Rittergutsbesitzer und Mitglied des Preußischen Herrenhauses (* 1795)
- 05. November: Mary Anna Randolph Custis Lee, Ehefrau des US-amerikanischen Generals der Konföderierten im Sezessionskrieg Robert E. Lee (* 1808)
- 05. November: Christian Gottlieb Friedrich Witte, deutsch-niederländischer Orgelbauer (* 1802)
- 07. November: Johann Christian Friedrich Heyer, deutsch-US-amerikanischer Missionar (* 1793)
- 08. November: Conrad Abée, kurhessischer Politiker und Minister (* 1806)
- 11. November: Carl Arnold, norwegischer Komponist (* 1794)
- 11. November: Otto Wassiljewitsch Bremer, russischer Architekt und Amateur-Entomologe (* 1812)
- 13. November: Christian Friedrich Göthel, deutscher Orgelbauer (* 1804)
- 18. November: Peter Dumont Vroom, US-amerikanischer Politiker (* 1791)
- 26. November: Carl Friedrich Naumann, deutscher Geologe und Kristallograph (* 1797)
- 28. November: Otto Unverdorben, deutscher Kaufmann und Apotheker, entdeckte den Farbstoff Anilin (* 1806)
- 01. Dezember: Karl Drechsler, deutscher Cellist (* 1800)
- 03. Dezember: Eduard Wilhelm Breitfeld, sächsischer Unternehmer, Kommerzienrat und Landtagsabgeordneter (* 1803)
- 05. Dezember: George Rex Andrews, US-amerikanischer Jurist und Politiker (* 1808)
- 06. Dezember: Peter Rigler, Wiederbegründer des Deutschen Ordens (* 1796)
- 14. Dezember: Elisabeth Ludovika, Königin von Preußen (* 1801)

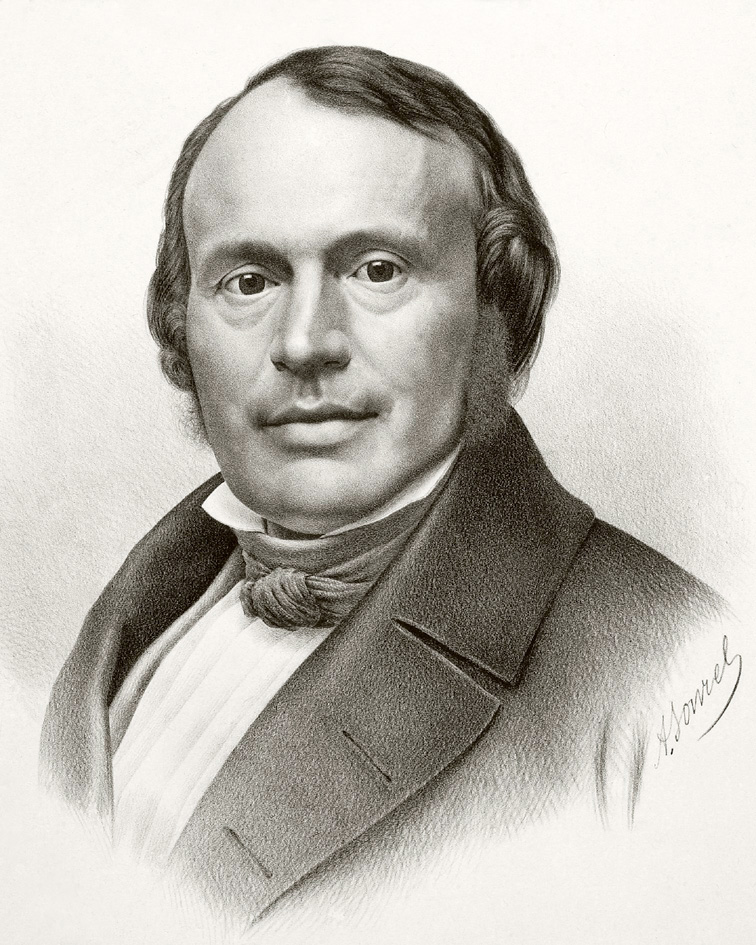
Louis Agassiz

- 14. Dezember: Louis Agassiz, US-amerikanischer Zoologe und Geologe (* 1807)
- 16. Dezember: Nino Bixio, italienischer Freiheitskämpfer (* 1821)
- 21. Dezember: Francis Garnier, französischer Forschungsreisender (* 1839)
- 24. Dezember: Johns Hopkins, US-amerikanischer Geschäftsmann und Philanthrop (* 1795)

### Genaues Todesdatum unbekannt
- Justo Abaunza y Muñoz de Avilés, nicaraguanischer Politiker (* 1777)